# Sargon II
Pour les articles homonymes, voir Sargon.
Sauf précision contraire, les dates de cet article sont sous-entendues « avant l'ère commune » (AEC), c'est-à-dire « avant Jésus-Christ ».
Sargon II (assyrien Šarru-kīn ou Šarru-kēn) fut roi d'Assyrie de 722 jusqu'en 705 av. J.-C. (on trouve aussi 721-705), année de sa mort. Il est généralement considéré comme le frère et successeur de Salmanazar V, qu'il a probablement renversé pour prendre le pouvoir. Il est souvent présenté comme le fondateur de la dynastie des Sargonides.
Son règne est documenté par de nombreuses inscriptions royales, des centaines de tablettes de sa correspondance avec les représentants du pouvoir assyrien dans les provinces, ainsi que les monuments et objets d'art mis au jour dans la capitale qu'il a fondé, Dur-Sharrukin (l'actuel site de Khorsabad). Il poursuit l’œuvre de son père en consolidant et étendant l'emprise assyrienne sur le Moyen-Orient, ses victoires militaires s'accompagnant à plusieurs reprises de l'annexion des pays vaincus, convertis en provinces assyriennes. Il remporte des succès majeurs contre l'Élam, l'Urartu et en Babylonie, confirmant ainsi la supériorité des armées assyriennes sur ses principaux rivaux. Il semble avoir cherché à concentrer le pouvoir autour de sa personne et d'une élite restreinte qui a sa confiance. La création d'une nouvelle capitale semble participer de cet ensemble de changements qui renforcent le caractère « impérial » de l'Assyrie.
Il trouve la mort en 705 lors d'une campagne contre le royaume de Tabal, en Anatolie. Son fils Sennachérib lui succède.

## Sources

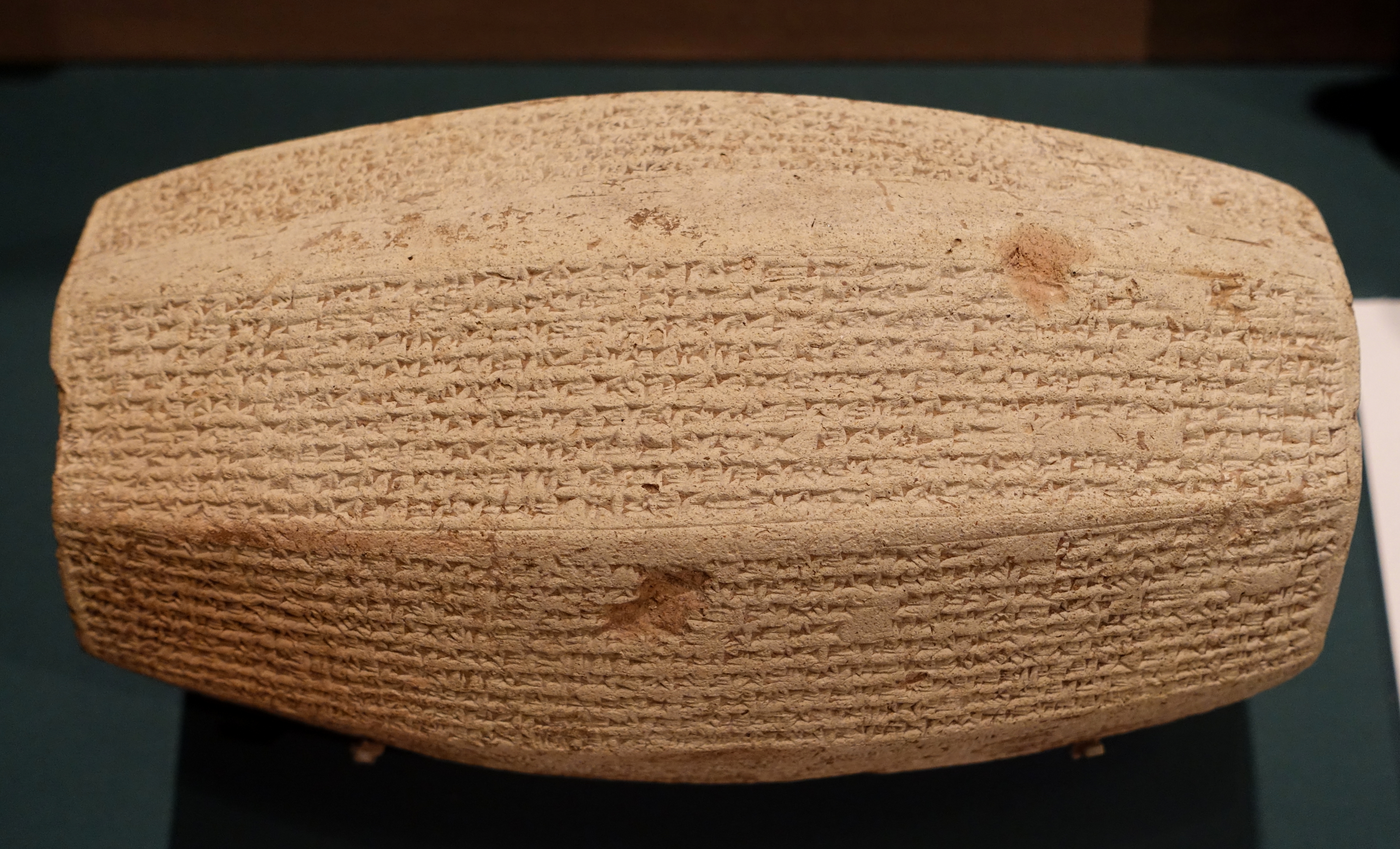
Prisme à neuf côtés comportant une inscription commémorative de la construction de Dur-Sharrukin par Sargon II. Musée de l'Oriental Institute de Chicago.

Le règne de Sargon II est documenté par les inscriptions officielles de ce roi qui ont été mises au jour sur des sites assyriens (Khorsabad, Nimroud, Ninive) et d'autres sites provinciaux, qui documentent avant tout ses victoires militaires et ses constructions. Il n'y a pas de source unique permettant de reconstituer l'histoire événementielle de son règne, mais la diversité des textes, dont certains couvrent les mêmes événements, permet d'avoir une couverture satisfaisante de son règne.
La documentation de son règne se singularise surtout par les centaines de tablettes et fragments de correspondance royale de l'époque, réparties entre environ 200 tablettes provenant du Palais nord-ouest de Nimroud et datées des règnes de Tiglath-Phalazar III et de Sargon II, et surtout 1 200 lettres du règne de Sargon II mises au jour à Ninive. Elles fournissent un éclairage sur le gouvernement assyrien, ayant peu d'équivalents pour le Proche-Orient ancien, et aucun dans le reste du monde antique.
Le règne de Sargon est également documenté par les fouilles de monuments érigés ou restaurés sous son règne, principalement ceux de la capitale qu'il a fait construire, Dur-Sharrukin, l'actuel site de Khorsabad. Les images et objets d'art de son règne proviennent également pour la plupart de ce site, en particulier les bas-reliefs du palais royal qui sont une documentation majeure sur l'idéologie royale assyrienne.

## Origines et accession au pouvoir

### Nom
En assyrien, le nom du roi est Šarru-kēn(u) ou Šarru-kīn(u). Ce nom a déjà été porté auparavant par un souverain assyrien d'importance secondaire qui a régné vers 1900 av. J.-C. (Sargon Ier), et surtout par Sargon d'Akkad qui a régné autour de 2300 av. J.-C., l'une des principales figures de l'histoire mésopotamienne. Il est souvent proposé que le nom de Sargon II d'Assyrie fasse référence à cet illustre personnage, mais cela n'est pas assuré.
La traduction de ce nom fait débat. Le premier terme signifie « roi », le second peut avoir une pluralité de sens, parmi lesquels est traditionnellement retenu « légitime ». Le tout se traduirait par « roi légitime » ou « le roi est légitime », ce qui serait une manière de conforté le droit au trône d'un personnage qui a usurpé le pouvoir. Ce serait donc un nom de trône, pris par ce personnage après qu'il soit devenu roi. Mais il est possible que ce soit un nom de naissance, le « roi » évoqué étant alors celui qui règne quand il est né. Parmi les autres possibilités de traduction envisagées se trouvent « roi juste », « roi véridique », « le roi a établi le droit » ou encore « Il (le dieu) a légitimé/raffermi le roi »,.
Le nom moderne du roi dérive de la Bible hébraïque, qui rend son nom par sargōn dans Isaïe 20:1.

### Famille
Sargon a souvent été présenté comme un roi illégitime, parce qu'il n'était pas le fils de Tiglath-Phalasar III ou alors qu'un fils de rang secondaire sans droit au trône. Il n'est de toute manière pas dans l'habitude des rois néo-assyriens de mentionner leur père, et seules quelques inscriptions provenant d'Assur présentent Sargon comme le fils de Tiglath-Phalasar. En l'état actuel de la recherche, il est généralement considéré qu'il est bien son fils,.
Deux de ses frères (ou demi-frères) sont connus. Le premier est Salmanazar V, qui règne avant lui et qu'il renverse lorsqu'il prend le pouvoir. L'autre est Sin-ahu-usur, qui est très proche de lui et occupe une place importante dans l'appareil politique et militaire assyrien durant son règne,.
La seule reine de Sargon assurément identifiée est Ataliya, dont le tombeau a été mis au jour à Nimroud. Un texte pourrait faire référence à une autre épouse ou concubine du roi, nommée Ra'ima,.
Le fils et successeur de Sargon II est Sennachérib, dont le nom se lit en assyrien Sin-ahhe-eriba, « Sîn a remplacé les frères », ce qui semble indiquer qu'il n'est pas le premier né du roi, mais qu'il a eu des frères aînés morts en bas âge. Il est l'héritier désigné au moins à partir de 710. Sargon a eu d'autres fils dont le nom n'est pas connu, ainsi que des filles également non nommées dans les textes, l'une étant connue parce qu'elle a été mariée au roi de Tabal,.

### Prise de pouvoir
Selon des estimations approximatives, Sargon serait né autour de 765 av. J.-C., et aurait donc pris le pouvoir autour de sa quarantième année, alors que son fils Sennachérib était déjà adulte ou presque,.
Sargon prend le pouvoir en 722, après la mort de son frère Salmanazar V. Les circonstances du changement de règne ne sont explicitées dans aucun textes antiques, mais plusieurs éléments semblent indiquer qu'il ne s'est pas produit de manière pacifique. En particulier, la « Charte d'Assur » promulguée par Sargon parle de son frère et prédécesseur en des termes durs, comme un oppresseur dont les méfaits doivent être effacés,  ce qui est inhabituel. Sargon déporte également au début de son règne environ 6 300 « criminels » à Hamath, ce qui pourrait être le résultat d'une purge liée à sa prise de pouvoir violente. Il semble également prendre plusieurs mesures diplomatiques qui vont dans le sens contraire de ce que faisait son frère,.

## Déroulement du règne

Carte de l'expansion de l'empire assyrien entre 745, 727 et 705 av. J.-C.

Dans les grandes lignes, le règne de Sargon se déroule suivant les étapes suivantes, selon A. Fuchs :
- 722-721 : raffermissement du pouvoir en Assyrie, mais affaiblissement à l'étranger qui se traduit par des soulèvements en Syrie et la perte de la domination sur Babylone où Marduk-apla-iddina (Merodach-baladan) prend le pouvoir ;
- 721-717 : reprise en main de l'empire grâce à une série de victoires, notamment en Syrie et contre l'Élam où le roi se déplace personnellement, malgré l'échec de la reconquête de la Babylonie ; cette phase s'achève par le début du chantier de Dur-Sharrukin ;
- 716-713 : reprise en main dans le nord-ouest de l'Iran, en pays mannéen, et en Anatolie orientale, culminant en la défaite de l'Urartu en 714, deuxième grande victoire à laquelle participe le roi ; parallèlement ses gouverneurs se chargent de conquérir le Tabal et de combattre Mita de Mushki (souvent identifié au roi phrygien Midas) ;
- 712-711 : années de stabilisation et de préparation des troupes en vue de reprendre la Babylonie ;
- 710-709 : campagne en Babylonie, qui se solde par l'éviction de Marduk-apla-iddina, la défaite de la confédération chaldéenne de Bit-Yakin, et la prise de Babylone qui permet à Sargon de se proclamer roi de Babylone ; au même moment, Mita de Mushki est vaincu ;
- 708-706 : période sans conflit, marquée par l'inauguration de Dur-Sharrukin ;
- 705 : conflit dans le Tabal resté insoumis, où Sargon trouve la mort.

## Les guerres et les conquêtes

### Les campagnes militaires
Son début de règne est marqué par d'importantes révoltes dans le cœur même de l'Assyrie, et une de ses inscriptions attribue à son prédécesseur direct des actes malveillants contre la ville d'Assur. Les troubles ayant lieu en Assyrie ont incités plusieurs régions vassales à se soulever. En Babylonie, le roi chaldéen Marduk-apla-iddina II (Mérodach-baladan) monte sur le trône de Babylone, s'allie aux Élamites et tente de chasser les Assyriens, ce à quoi il semble être parvenu dans un premier temps. À l'ouest, Ya'ubi'di de Hamath monte une coalition, lance une révolte anti-assyrienne, mais il est vaincu et les révoltés sont sévèrement réprimés. 
Sargon mène ensuite des campagnes en Iran occidental, dans le pays des Mannéens, puis en Anatolie à Shinuhtu, avant de conquérir Karkemish en 717 et d'annexer son territoire. C'est à la suite de ce triomphe qu'il fonde une nouvelle capitale à Dur-Sharrukin près de Ninive, dont le chantier dure une dizaine d'années. 
Entre 716 et 713, il dirige ses troupes contre l'Urartu, auquel il parvient à infliger une défaite importante en 714, lors de sa huitième campagne, qu'il commémore dans une longue lettre adressée au dieu Assur. Sur le retour, il pille le sanctuaire du grand dieu urartéen Haldi à Musasir. Les troupes assyriennes combattent alors sur d'autres fronts, face aux tribus arabes qui sont apparues depuis le désert syro-arabes, face aux pirates Ioniens en Cilicie, face aux Mèdes en Iran. Ashdod se révolte en 711 et sa défaite se solde par l'annexion des territoires côtiers du Levant méridional. 
L'année suivante (710), Sargon retourne en Babylonie, où Marduk-apla-iddina, n'est plus en mesure de résister à son avancée, mais parvient tout de même à lui échapper. Il reste en Babylonie jusqu'en 707. Il a alors reçu les hommages de nombreux souverains vivant bien au-delà des frontières de son empire : les rois de Chypre, Dilmun (Bahrain), Osorkon IV de Tanis en Égypte, Mita de Mushki (probablement le roi Midas de Phrygie bien connu des Grecs). 
En 705, il part en Anatolie du sud-est, au Tabal, une région qui lui résiste depuis plusieurs années. La campagne se termine en désastre : il est tué lors d'une attaque de son campement, et son corps n'est jamais retrouvé, ce qui est considéré comme une infamie pour la mentalité antique qui veut que tout défunt reçoive une sépulture,.

Bas-reliefs de Khorsabad représentant des scènes de combat et de pillage.
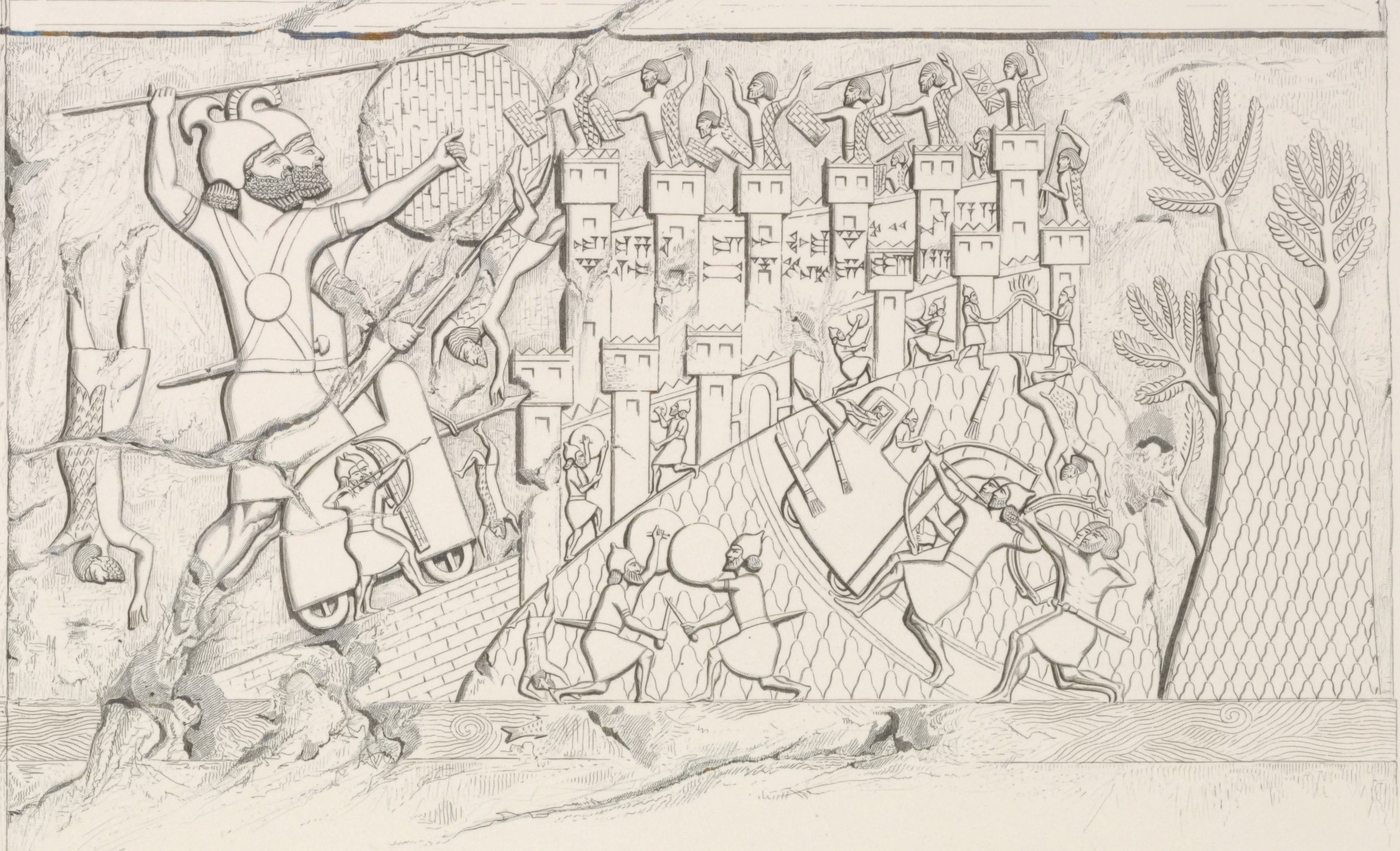
Attaque par les troupes assyriennes de la ville de Pazashi, en pays mannéen. Copie d'un bas-relief de Dur-Sharrukin par Eugène Flandin.
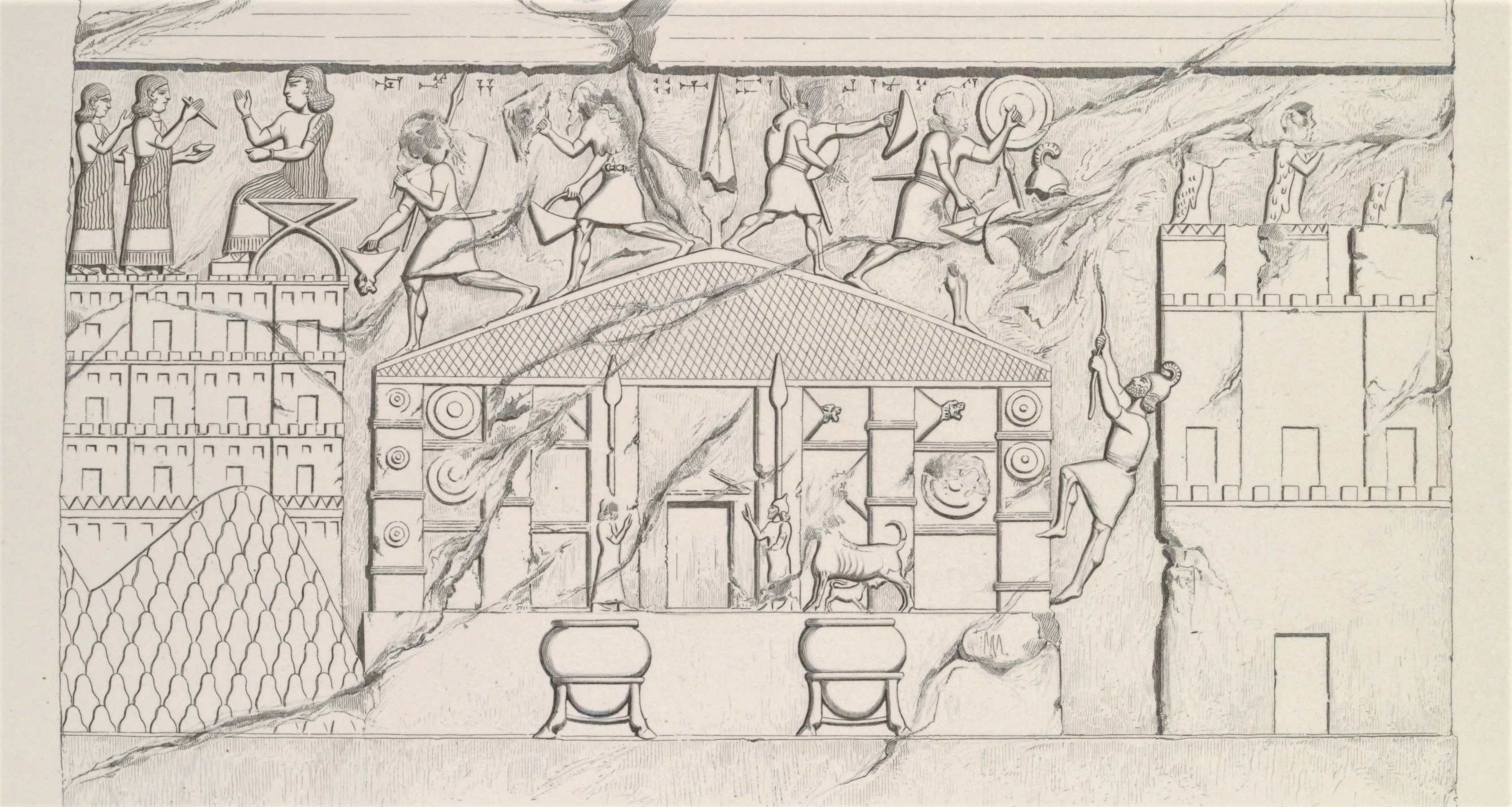
Représentation du sac du temple de Haldi à Musasir. Copie d'un bas-relief de Dur-Sharrukin par Eugène Flandin.

### La «guerre sainte» en Assyrie

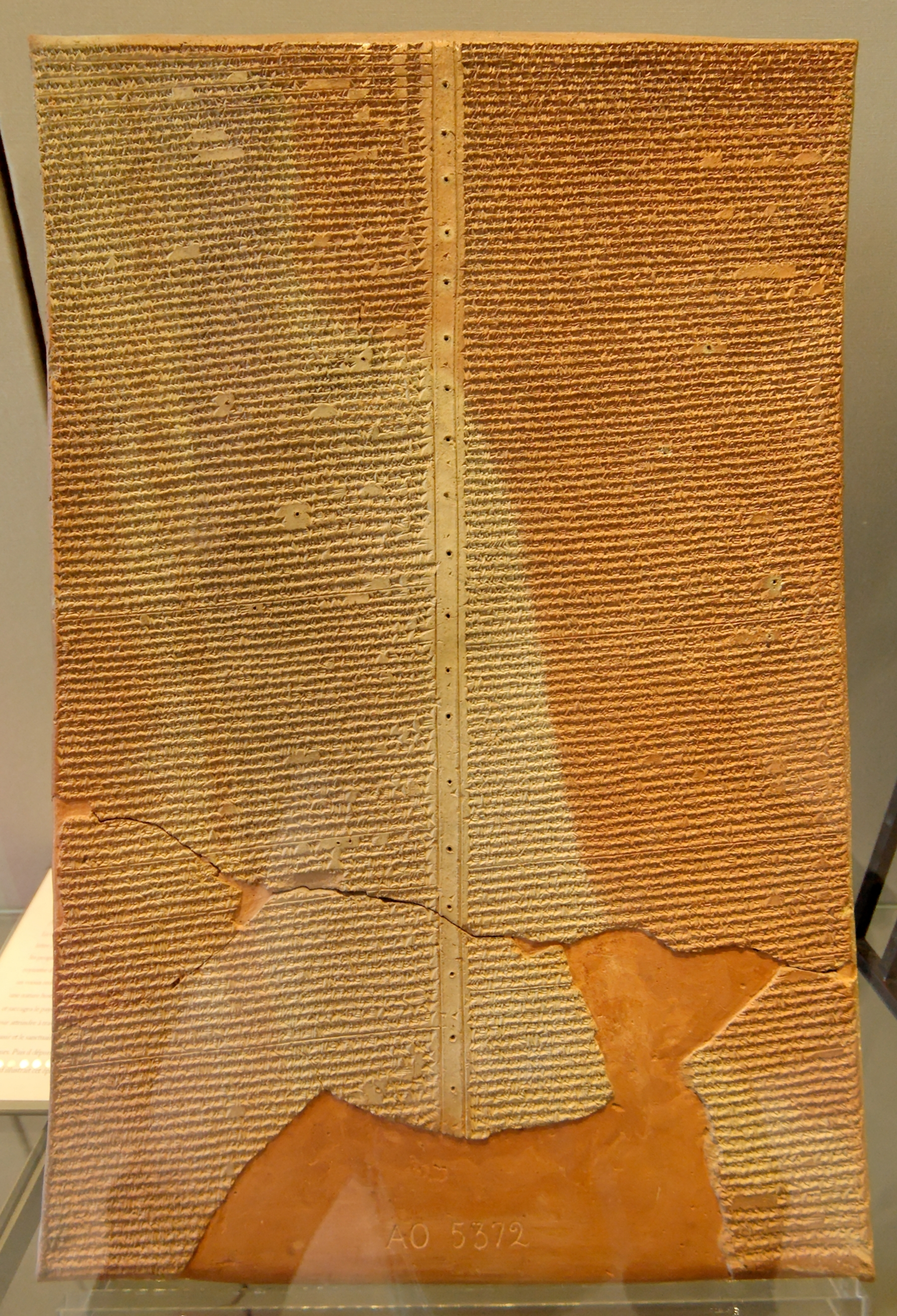
Lettre au dieu Assur relatant la huitième campagne de Sargon II qui eut lieu en 714 av. J.-C. Retrouvée à Assur, exposée au musée du Louvre.

Comme les autres rois assyriens, Sargon se présente comme l'instrument des volontés du dieu Assur, pour le compte duquel il accomplit ses conquêtes et met en ordre l'empire : c'est donc une véritable « guerre sainte », et aussi une « guerre juste » dans laquelle le peuple assyrien guidé par son roi accomplit la volonté du dieu qui possède et incarne le royaume, sans pour autant chercher à imposer son culte aux autres,.
Ses inscriptions mettent certes moins en avant que celles de ses prédécesseurs l'implication divine dans ses triomphes militaires, mais il ne manque pas de rendre compte de ses actes au dieu national, comme l'illustre la longue lettre qu'il lui adresse pour décrire sa huitième campagne, au cours de laquelle il défait l'Urartu et raffermit la domination assyrienne sur son nord-ouest. Il évoque également l'appui que lui apportent les dieux babyloniens Marduk et Nabû, en particulier pour la conquête de leur région d'origine. Comme le faisait son père avant lui, il installe les armes symbolisant les principales divinités dans les palais des villes qu'il conquis, pour célébrer l'appui qu'ils lui ont fourni. Inversement il s'empare à plusieurs reprises des statues des divinités protectrices des pays qu'il conquis, notamment Haldi et Bagbartu après la prise de Musasir.

### L'armée de Sargon

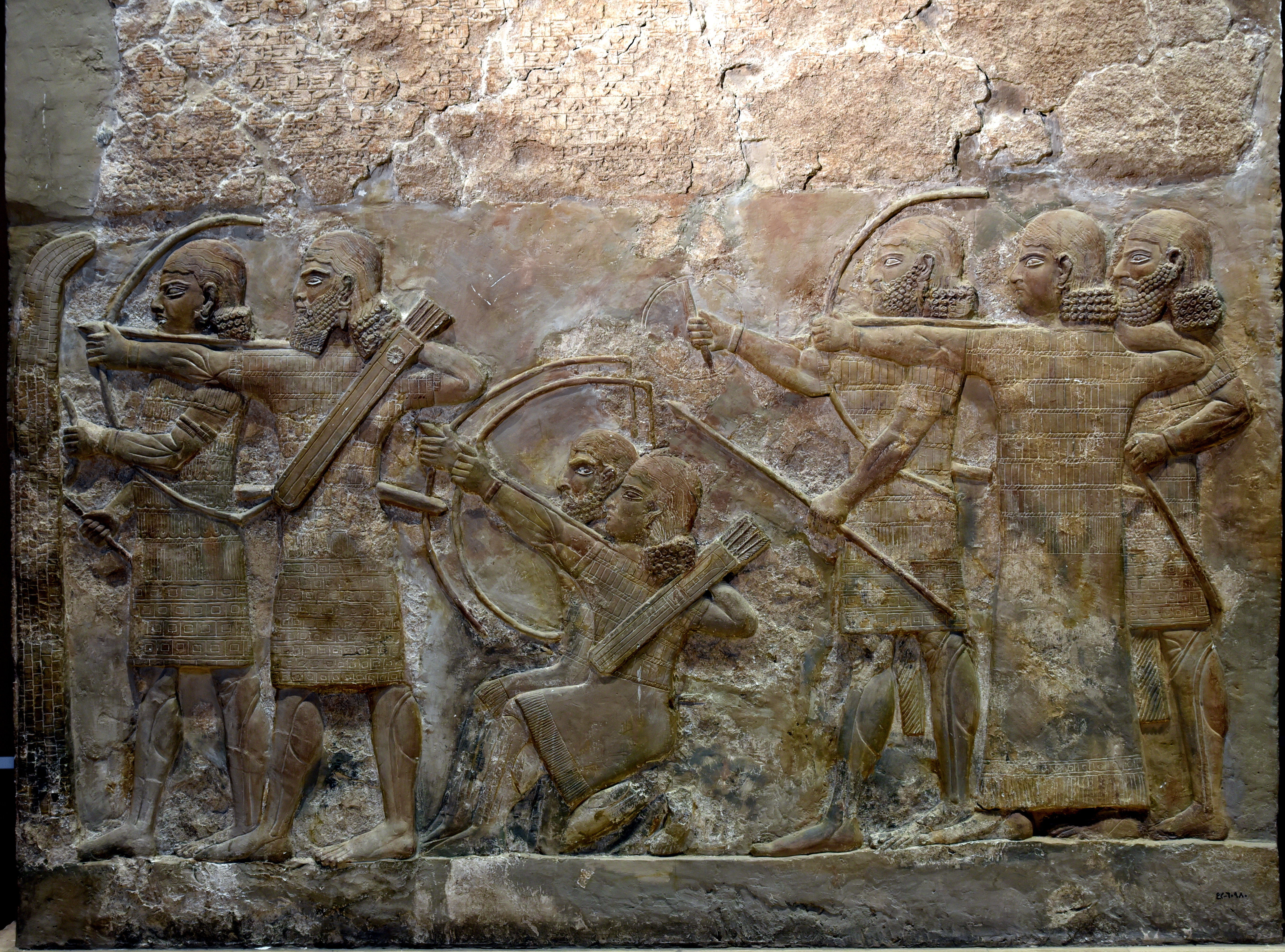
Archers assyriens à l'assaut d'une ville. Bas-relief de Dur-Sharrukin, Musée national d'Irak.

Sargon se décrit dans ses inscriptions comme prenant activement part aux combats et triomphant de ses ennemis. Il s'agit manifestement d'exagérations, ne serait-ce que pour des raisons pratiques : la majorité des campagnes conduites sous son règne sont dirigées par ses subordonnés sans qu'il n'y participe, même si les inscriptions officielles prétendent qu'il y était. Néanmoins il semble bien qu'il ait pris part aux campagnes militaires, sans doute plus que les autres rois néo-assyriens, et même aux combats puisqu'une lettre d'un de ses subordonnés lui enjoint de ne plus le faire et de rester à l'écart lors des batailles comme le faisaient ses prédécesseurs. Il devait d'ailleurs trouver la mort lors d'une campagne militaire.
Les règnes de Tiglath-Phalazar III et de Sargon II sont marqués par des réformes de l'appareil militaire assyrien, dont la chronologie reste mal établie, ce qui empêche d'établir lequel des deux a instauré quoi. Il est possible que Sargon se charge en bonne partie de parachever ce que son père a entamé. L'armée semble reposer de plus en plus sur des corps de soldats permanents, et moins sur les conscrits. Néanmoins l'organisation générale de l'armée reste mal connue, malgré l'appui de documents fournissent des informations sur l'organisation militaire, notamment un ensemble de textes administratifs listant des chevaux de l'armée provenant de l'arsenal de Kalkhu (Nimrud Horse Lists) et une lettre fournissant la composition d'un corps d'armée de petite taille dépêché dans la province de Mazamua (Zagros occidental). Le cœur de l'appareil militaire assyrien est la « cohorte du roi » (kiṣir šarri), corps de troupes professionnelles, qui comprend notamment les troupes personnelles du roi, divisées entre des gardes du corps / commissaires, ša qurbute, et des gardes personnels, ša šēpē, et d'autres unités placées dans les villes et les provinces. Selon la reconstitution traditionnellement admise, le reste de l'armée est constitué de la « troupe du roi » (ṣab šarri), disséminées dans les provinces, regroupant des garnisons et sortes de forces de gendarmerie. Des conscrits peuvent être levés selon les besoins pour la constituer. L'armée assyrienne est finalement composée d'un grand nombre de corps de troupes disséminés dans tout l'empire, sous le commandement des gouverneurs provinciaux et des magnats, ceux qui ont la confiance du roi, surtout s'ils sont sur les frontières,,.
La troupe de Mazamua, qui fait partie des « troupes du roi », donne une idée de la composition des troupes assyriennes au temps de Sargon II : elle comprend 1 430 hommes comprenant un groupe de 630 « Assyriens », dont les soldats sont 106 hommes de chars, 161 cavaliers, 80 fantassins/éclaireurs, appuyés par du personnel non militaire, 69 chargés de la logistique et de la domesticité (palefreniers, magasiniers, cuisiniers, tailleurs, etc.), 8 « savants » (qui réalisent des rites divinatoires avant les combats), des conducteurs d'ânes ; viennent en appui des troupes d'auxiliaires non assyriens, 800 personnes, soit plus de la moitié de la troupe,. Les armées assyriennes ont en effet pris l'habitude d'intégrer des troupes étrangères parmi des peuples dont les qualités guerrières sont manifestement reconnues, et peut-être plus généralement pour des nécessités de recruter des soldats au sein d'un dispositif militaire qui doit couvrir de plus en plus de régions.
Dans les affaires militaires l'information est également primordiale, et l'Assyrie s'appuie sur un système de renseignement qui vise à collecter un maximum d'informations sur ses potentiels ennemis. Cela renvoie au devoir de vigilance des serviteurs du roi : les gouverneurs et officiers militaires des provinces frontalières, les rois vassaux et les représentants du roi assyrien auprès de ces derniers sont ainsi tenus d'envoyer des rapports sur les événements significatifs qui surviennent aux frontières et à l'étranger. Pour le règne de Sargon II ce sont les rapports sur la situation de l'Urartu qui sont les plus fournis. Les informations sont souvent transmises par le prince biais du héritier Sennachérib, peut-être parce qu'il est chargé de les traiter à un moment où le roi est en campagne hors d'Assyrie. On y apprend également que les Assyriens ont des éclaireurs / espions (daiālu), qui patrouillent depuis les garnisons frontalières et peuvent s’infiltrer en pays ennemi, parfois jusqu'à la capitale de l'Urartu, Turushpa,.

## L'empire assyrien sous Sargon

### Le roi et l'élite impériale
Selon K. Radner, si l'on se fiait aux seules inscriptions royales, qui sont parfaitement en accord avec la maxime « l’État, c'est moi », la figure du souverain assyrien semble prévaloir par-dessus tout et se confondre avec l'empire. Mais les textes de la correspondance royale permettent de mieux connaître l'ensemble de hauts dignitaires et gouverneurs qui assurent la conduite des affaires de l'empire, parfois avec un degré élevé d'autonomie. 
Une lettre du prince héritier Sennachérib à son père concernant la distribution de tributs et présents d'audience aux principaux dignitaire de l'empire dessine la hiérarchie de l'élite assyrienne : en premier vient le « palais » (ekallu), c'est-à-dire le roi, puis la « femme du palais » (issi ekalli), c'est-à-dire la reine, le « fils du roi » (mar šarri), c'est-à-dire le prince héritier, ensuite le grand vizir (sukkallu dannu), le commandant en chef des armées (turtānu), le grand bailli (sartennu), le second vizir (sukkallu šaniu), le chef des eunuques (rab ša rēši), le surintendant du palais (ša pān ekalli), le superviseur des quartiers privés/domestiques (du palais) (ša muḫḫi bētāni), le scribe du palais (ṭupšar ekalli), le conducteur de char (du roi) (mukīl appāti) et le troisième homme (du char du roi) (tašlīšu).
Sargon II aurait procédé suivant une logique liée à son arrivée au pouvoir par coup d’État et à sa méfiance vis-à-vis des élites en place auparavant. Il réorganise l'élite dirigeante du pays en cherchant à affaiblir les fonctions traditionnellement dominantes, en particulier par le dédoublement de la fonction de général en chef. Il gouverne secondé par son frère, Sîn-aha-usur, auquel il confie le titre de sukkallu « vizir » ou sukkallu dannu « grand vizir », antique titre administratif qui semble remis au goût du jour à cette période. Son fils le prince Sennachérib est nommé héritier et se voit confier un rôle officiel avec son propre bureau dès le début du règne. Plus largement le roi s'appuie sur un groupe de scribes, avec le scribe du palais, Nabû-kabti-ahheshu, qui l'assiste dans les affaires administratives et gère avec l'appui d'autres scribes ses archives et sa correspondance, et aussi le grand scribe et d'autres lettrés tels que Nabu-zuqup-kenu, qui sont chargés de la rédaction des textes officiels et rituels, le conseillent sur les affaires savantes et religieuses et pour la mise au point de l'idéologie royale. La fondation d'une nouvelle capitale participerait également de cette logique d'autonomisation politique et de concentration du pouvoir autour du roi,.

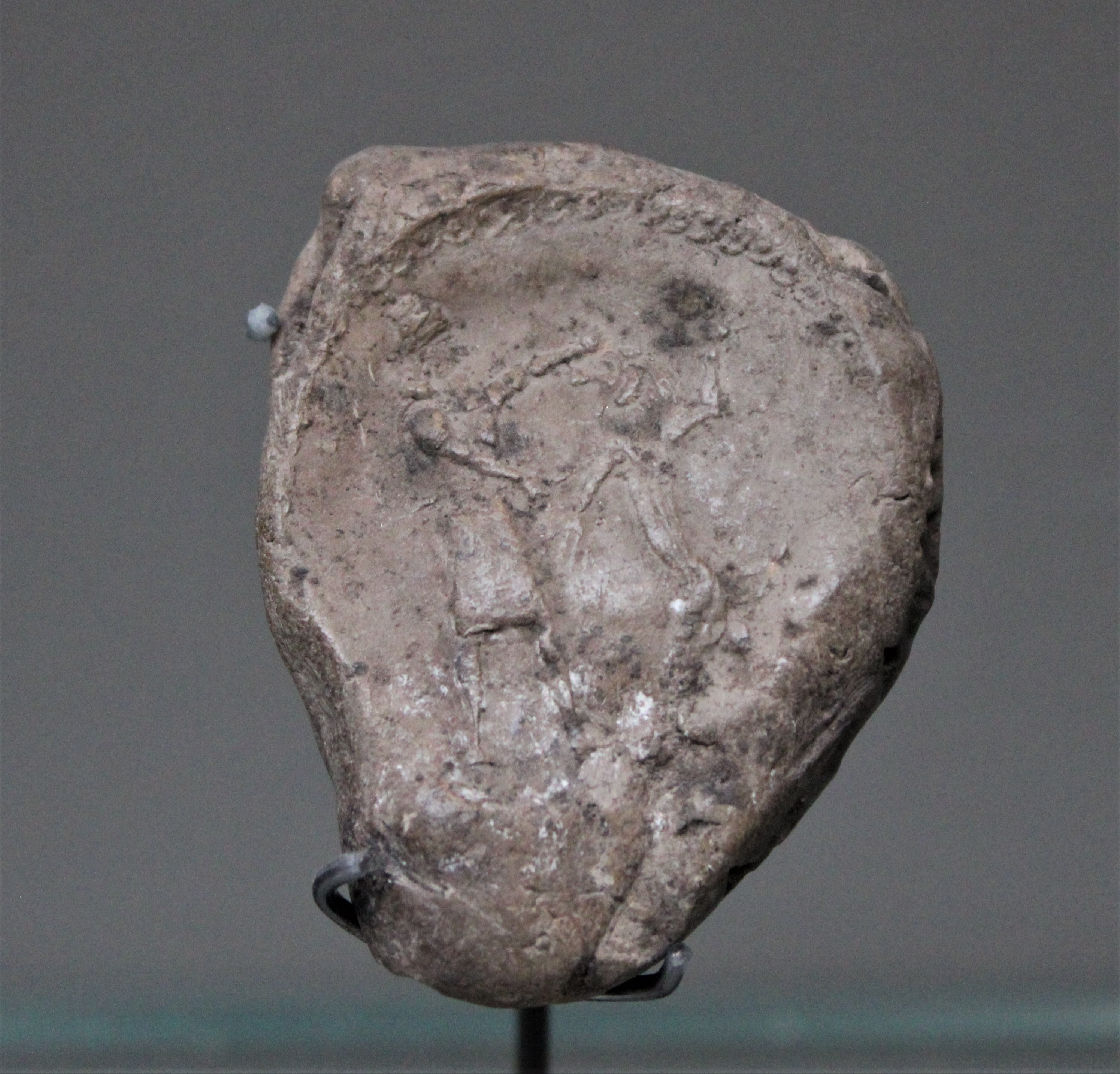
Empreinte du sceau royal assyrien, Khorsabad, époque de Sargon II. Musée du Louvre.

Le roi délègue son pouvoir de commandement à un ensemble de subordonnés qui ont sa confiance, qui se matérialise par l'octroi d'un sceau royal à un délégataire. Élaboré sous Salmanazar III, c'est un cachet, sous la forme d'une bague-cachet en or, mais connu uniquement par des empreintes. Il représente un roi assyrien en train de terrasser un lion bondissant en lui enfonçant une épée dans la poitrine, motif typique du souverain maîtrisant les forces du monde sauvage (surtout connu par les bas-reliefs de chasses royales). Il est reproduit en des centaines d'exemplaires et concédé à des personnages dépositaires de l'autorité royale. Il semble même que certains aient tenté d'en forger des faux,.
L'art du palais royal, et en particulier ses bas-reliefs, fournit également des indications sur la conception du pouvoir telle que l'envisageait Sargon II. Il se fait notamment représenter en présence des plus hauts dignitaires de l'empire, qui devaient pouvoir être identifiés par leurs costumes (colorés à l'origine) et attributs (notamment les épées), ce qui pourrait être une manière d'exalter le groupe restreint de l'élite qui a sa confiance et qui associée à l'exercice de la direction de l'empire. Les bas-reliefs mettent aussi en avant l'aspect universel et unitaire de son projet impérial, unissant des gens d'horizons différents. Les scènes de banquet représentées sur des bas-reliefs mettent également en contact le roi et les principaux personnages de sa cour, au cours desquels il réaffirme son statut, sa générosité et son rapport avec ses plus proches subordonnés.

Bas-relief du palais de Khorsabad représentant Sargon en présence des principaux dignitaires de la cour, incluant peut-être le prince héritier Sennachérib. Copie par Eugène Flandin.
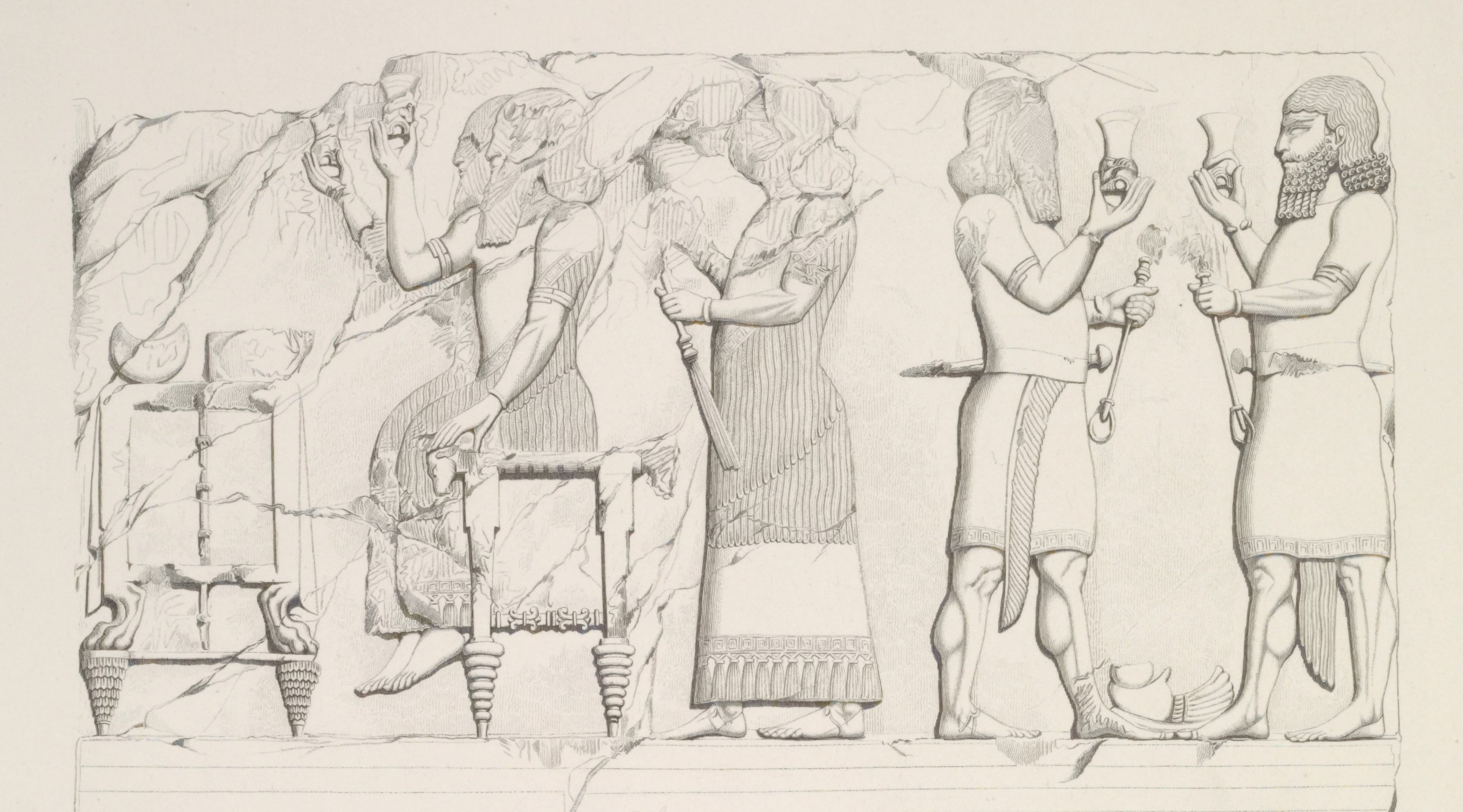
Bas-relief du palais de Khorsabad représentant un banquet à la cour. Copie par Eugène Flandin.

### Dur-Sharrukin, une nouvelle capitale
Au début de son règne, Sargon II réside à Kalkhu (Nimroud), dans le Palais nord-ouest qu'il restaure, avant de décider de construire une nouvelle capitale sur un site situé une dizaine de kilomètres au nord de Ninive, quasiment vierge, où se trouvent seulement un village et des champs. Il la baptise à son nom : Dūr Šarrukīn, la « Forteresse de Sargon » (l'actuelle Khorsabad). Si la raison du choix de ce site en lui-même reste énigmatique, il semble que Sargon cherche à s'éloigner des grandes métropoles assyriennes et de leurs élites en se constituant un lieu de pouvoir dépendant de sa volonté seule, alors que son début de règne a été marqué par des révoltes. Ce choix consacre aussi une évolution plus profonde, la prise en importance de la région de Ninive, située à un emplacement très avantageux dans le réseau de communication impérial. Le déroulement du chantier, placé sous la supervision du trésorier Tab-shar-Assur mais suivi de près par le roi, est documenté par des inscriptions royales, mais aussi plusieurs lettres de la correspondance du souverain. On y voit que les provinces de l'empire sont mises à contribution, matériaux et travailleurs étant envoyés de toutes parts, mobilisant d'impressionnantes ressources, aussi bien pour la construction de la ville que l'aménagement de la campagne alentour, où sont plantés des jardins royaux. La ville est inaugurée en 707 ou 706,,,.
Puisqu'il construit sa capitale sur un terrain vierge, Sargon peut ériger d'emblée une capitale « idéale », notamment en systématisant les principes d'organisation spatiale élaborés en deux générations en Kalkhu. La ville, qui couvre plus de 300 hectares, a un plan quadrilatère dont les proportions semblent répondre à des principes numérologiques : un texte indique que le périmètre de la ville « était de 16 283 grandes coudées, ce qui est la valeur de (son) nom », manifestement d'un calcul numérique de type ésotérique réalisé à partir des signes cunéiformes composant le nom du monarque, dont le sens réel est inconnu. La nouvelle cité comprend au nord une acropole érigée sur une terrasse artificielle et isolée par sa propre enceinte, comprenant dans une première enceinte des résidences de hauts dignitaires (dont la vaste résidence du frère du roi, le vizir Sîn-aha-usur) et un temple dédié au dieu Nabû. Sur une autre terrasse encore plus haute, à cheval sur la muraille, est bâti un vaste palais royal (nom cérémoniel « Palais sans égal ») reprenant le principe de l'organisation bipartite zone publique / zone privée, quoi que plus complexe qu'à Nimroud puisqu'on y trouve cette fois-ci trois grandes cours. Le palais est voisiné par plusieurs temples et une ziggurat. Sur le côté ouest de la muraille est érigé le secteur de l'arsenal, également sur une terrasse artificielle,.

Plan schématique du site de Khorsabad.
Plan de l'acropole de Dur-Sharrukin.
Principales unités de la terrasse du palais : grande cour (XV), cour d'honneur (VIII), salle du trône (VII), cour de la zone privée (VI), appartements royaux (A), bâtiment isolé (peut-être bit-hilani) (BH). Principales unités des temples de la terrasse : cours principales (XXX, XXVII, XXXI), temple de Sîn (1), chapelle d'Adad (2), chapelle d'Ea (3), temple de Shamash (4), chapelle de Ninurta (5), temple de Ningal (6), ziggurat (Z).
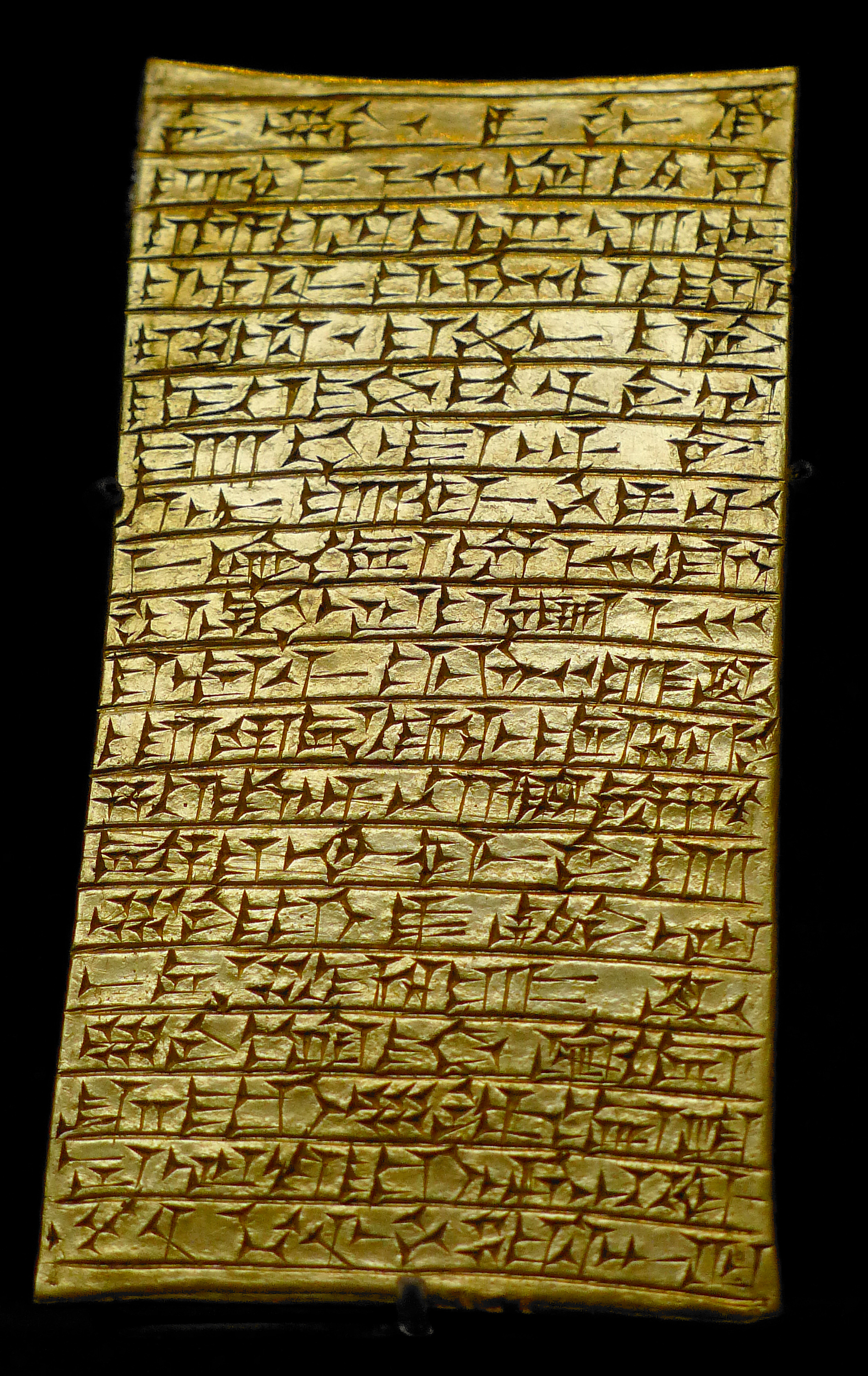
Tablette en or commémorant la construction du palais de Dur-Sharrukin, faisant partie d’un lot de plaques de fondation découvertes dans un coffret de pierre, enfoui sous le palais. Musée du Louvre.
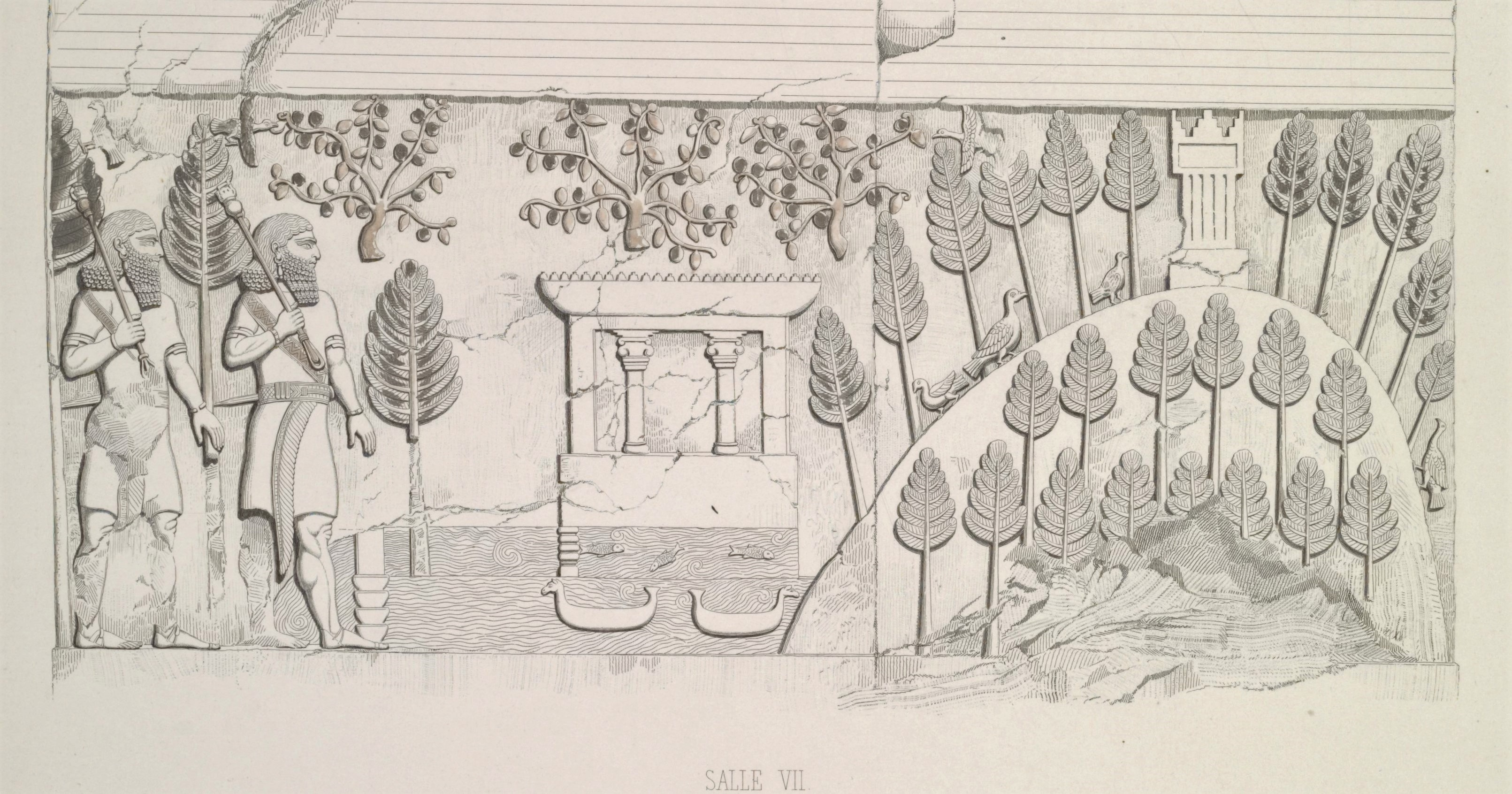
Bas-relief de la salle VII du palais de Khorsabad : représentation d'un jardin royal ; au centre, un édifice à colonne de type bit-hilani. Copie d'un bas-relief de Dur-Sharrukin par Eugène Flandin.

Le palais royal a livré le décor caractéristique des palais néo-assyriens constitué de statues de taureaux androcéphales ailés placées aux portes principales, et de bas-reliefs sculptés placés dans les cours et plusieurs salles représentant les habituelles scènes de guerre, de chasse, de tribut, de rituels et de vie de la cour, avec l'apparition de représentations de banquets. Autour sont placés des décors peints et d'autres faits de briques glaçurées. Les entrées et cours principales de temples de la cité comprennent des décors faits de briques à glaçure, de bandes de bronze dont des fragments ont été mis au jour, ainsi que des statues de divinités protectrices barbues.

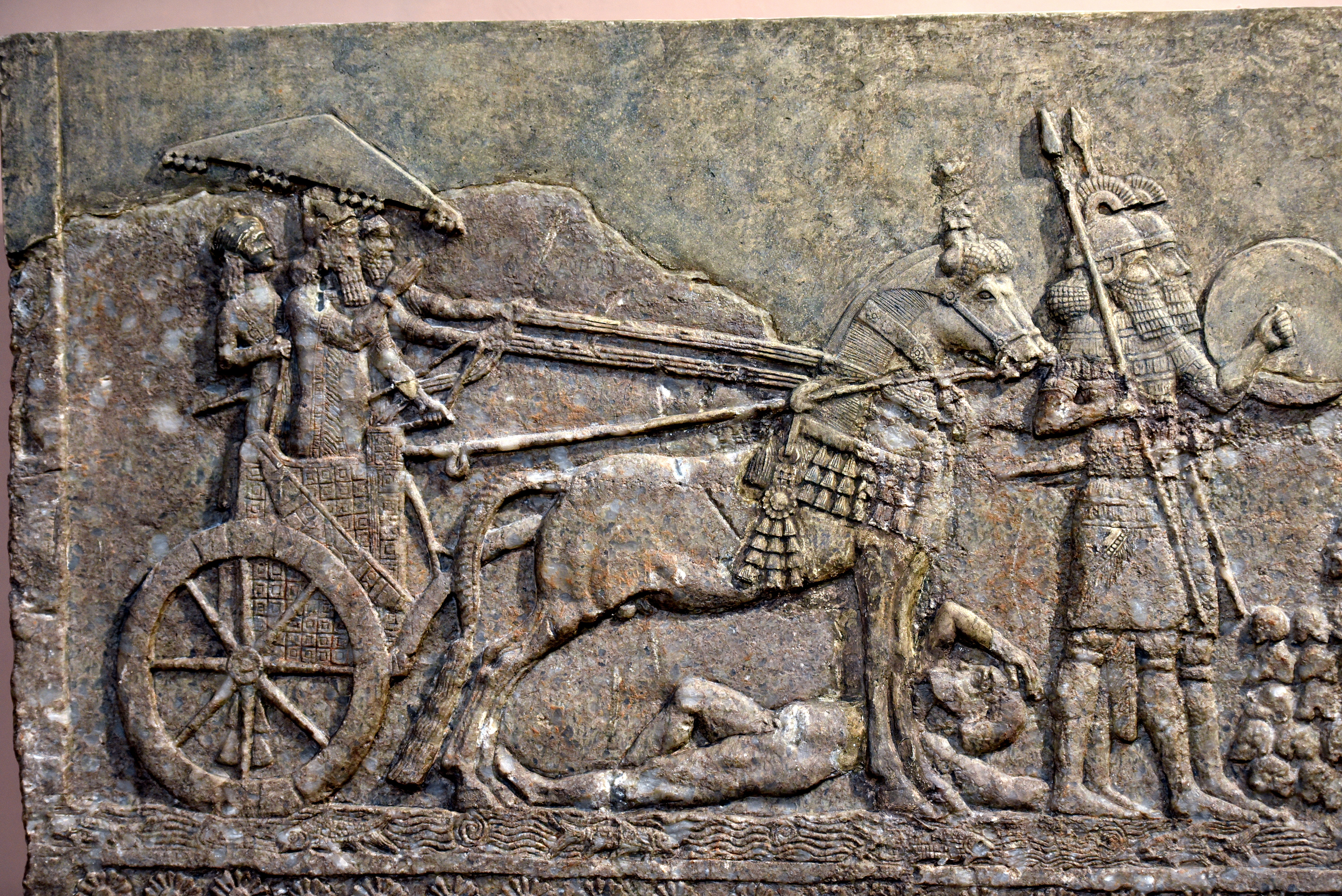
Le roi Sargon II sur son char, sur un ennemi. Musée national d'Irak.
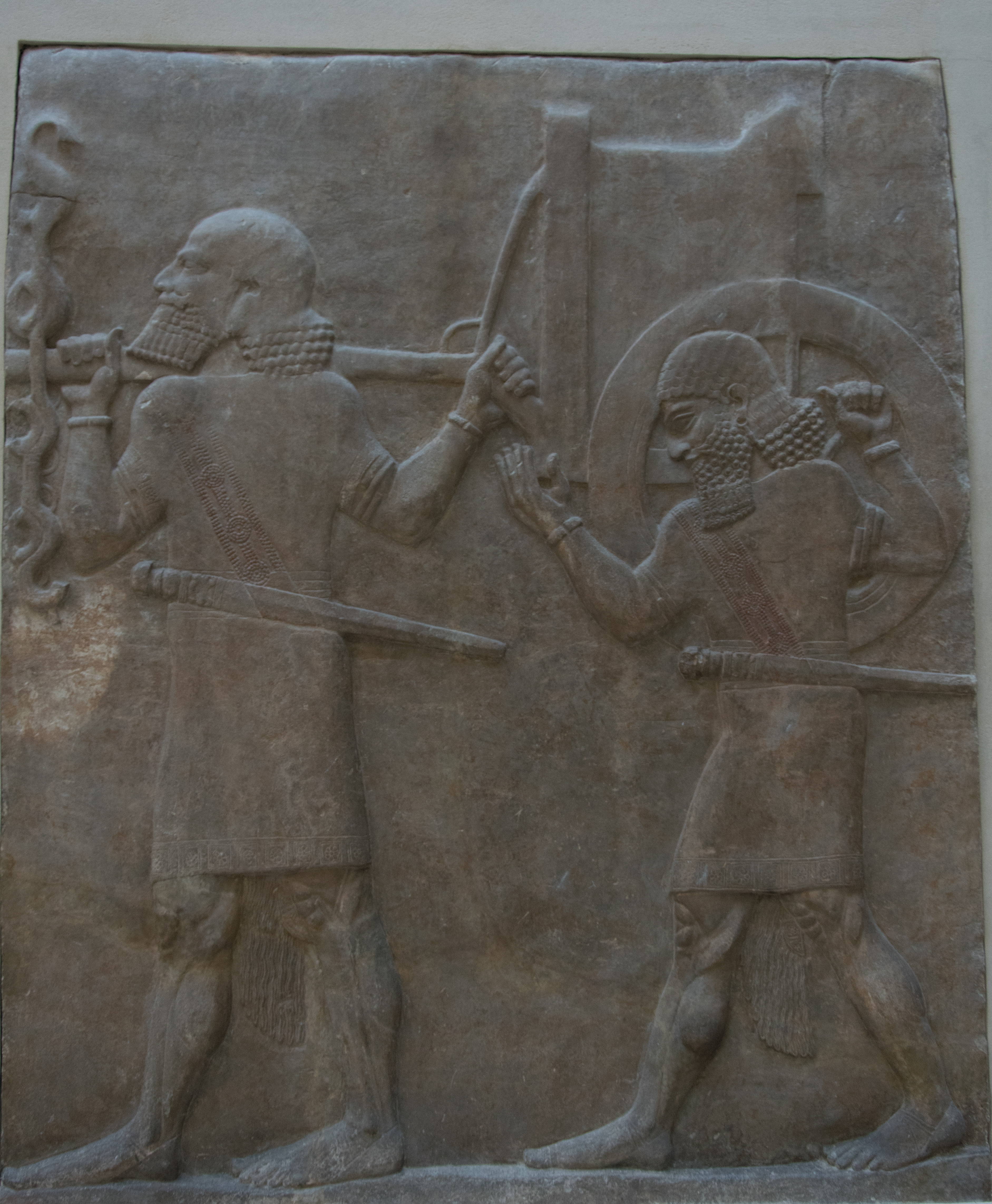
Porteurs du char de guerre. Façade L du palais. Musée du Louvre.
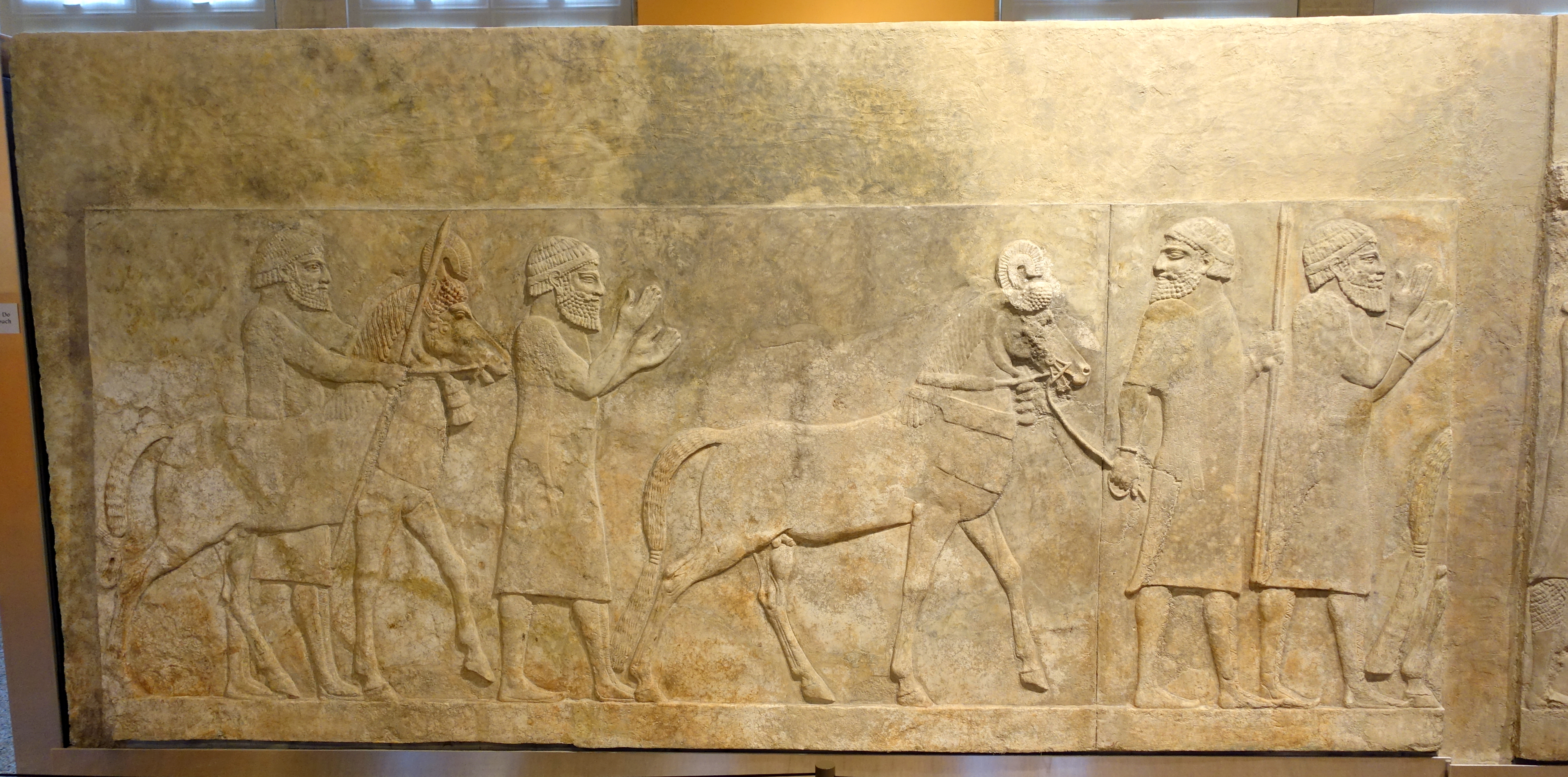
Porteurs de tribut (du pays de Mushki ?), relief du couloir 10 du palais. Musée de l'Institut oriental de Chicago.
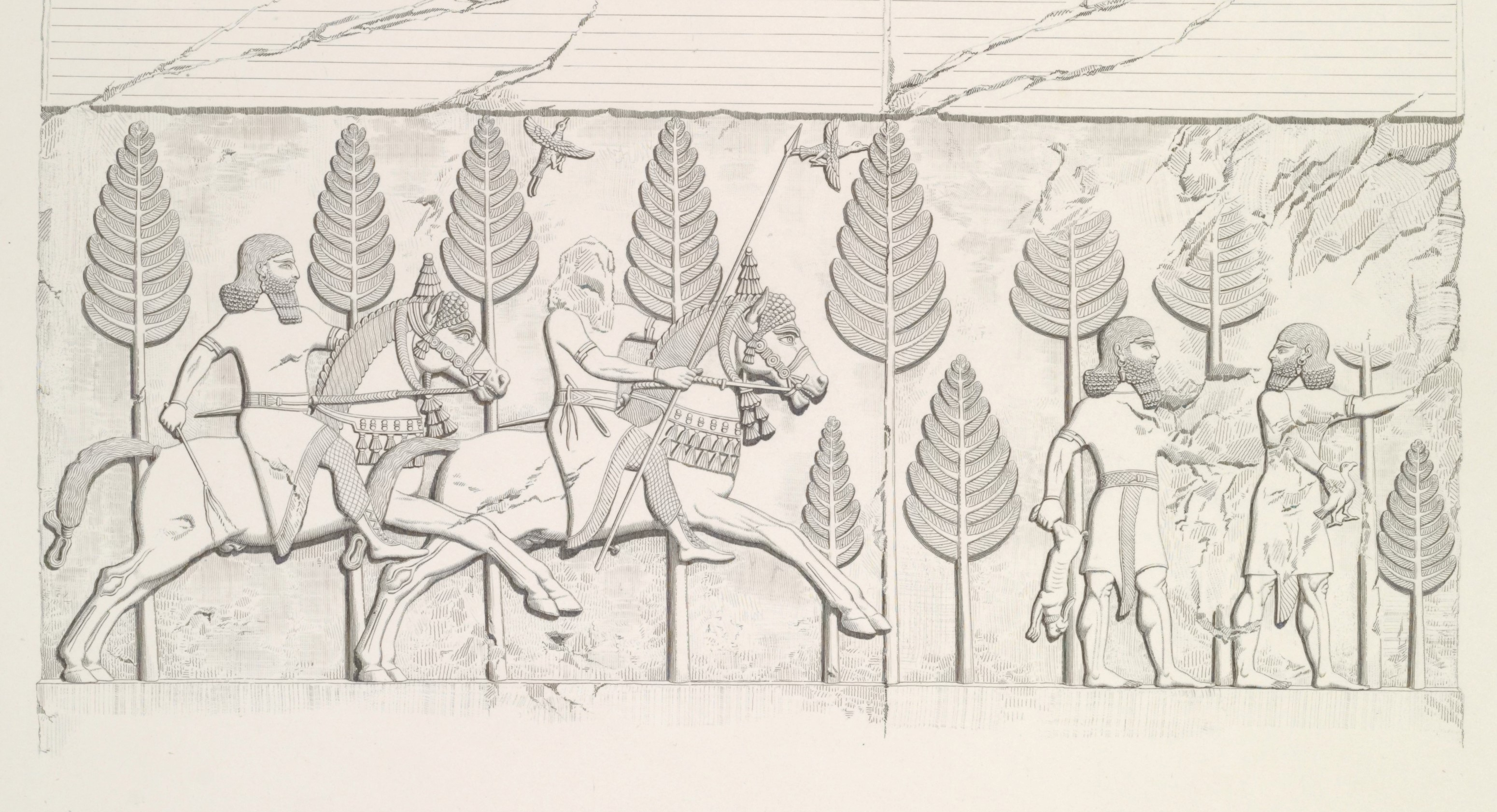
Scène de chasse : deux cavaliers galopant au milieu des arbres et deux hommes à pied, dont l'un tient un lièvre, et l'autre un oiseau. Copie d'un bas-relief de Dur-Sharrukin par Eugène Flandin.

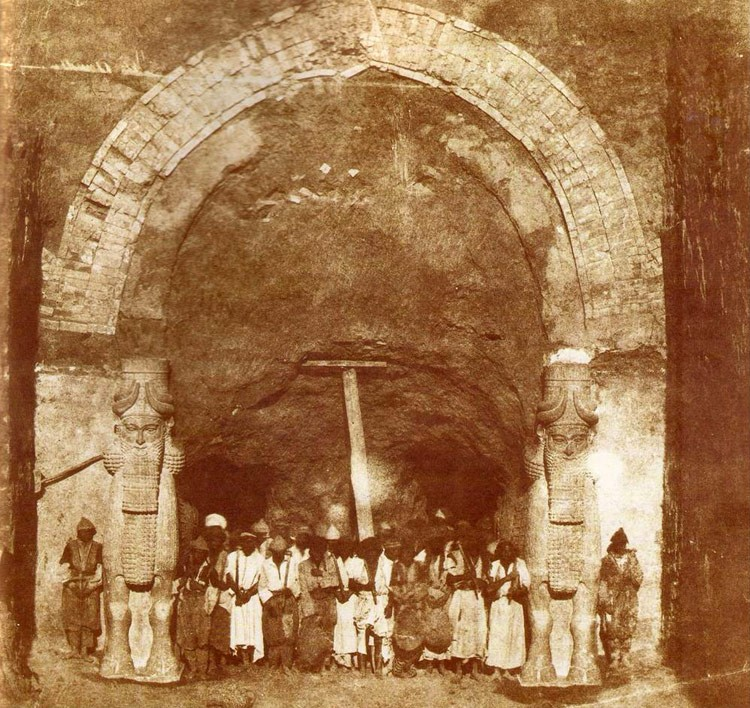
Photographie des fouilles de Khorsabad par Gabriel Tranchand : dégagement d'une des portes du palais (1853).
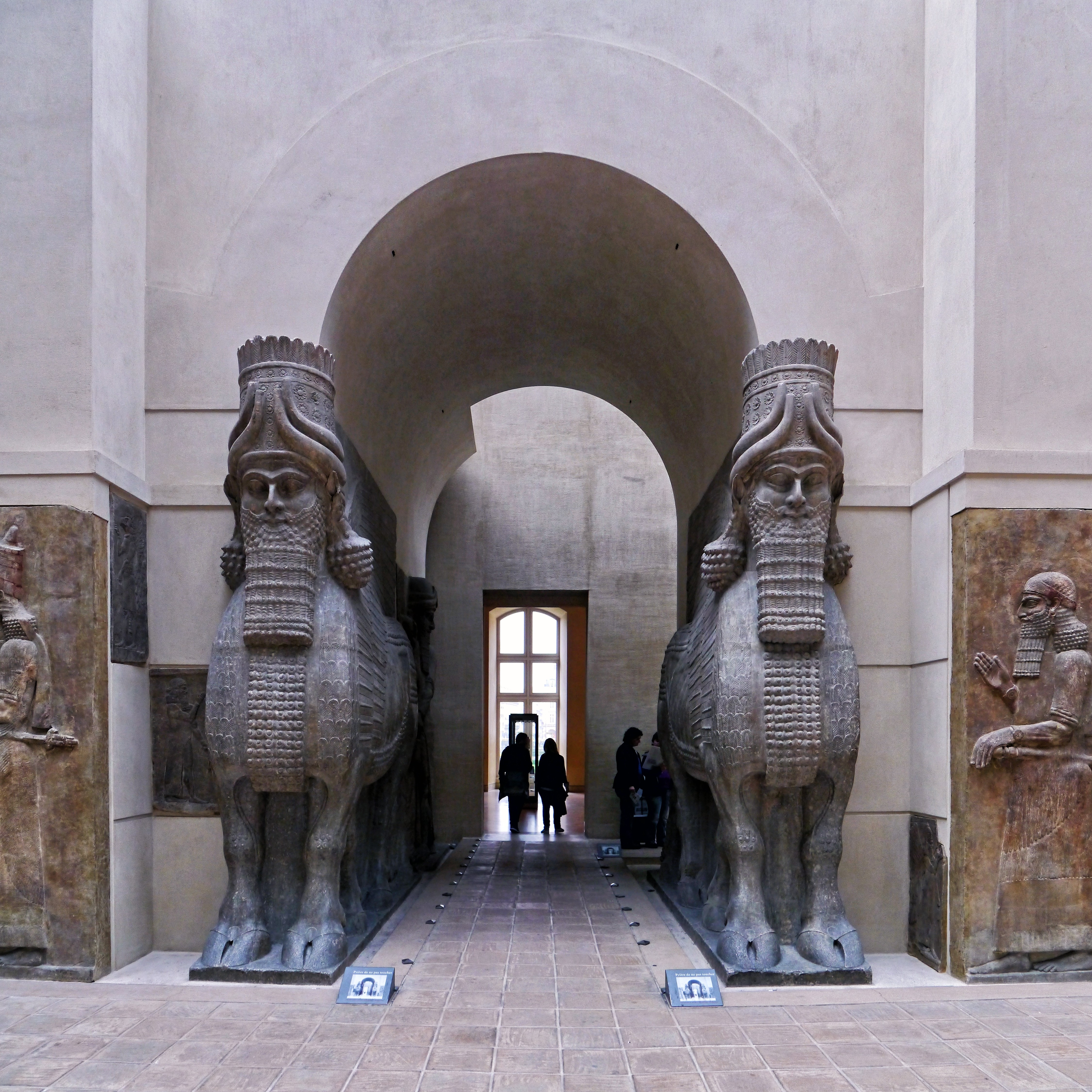
Couples de taureaux androcéphales ailés gardant la porte K du palais. Musée du Louvre.
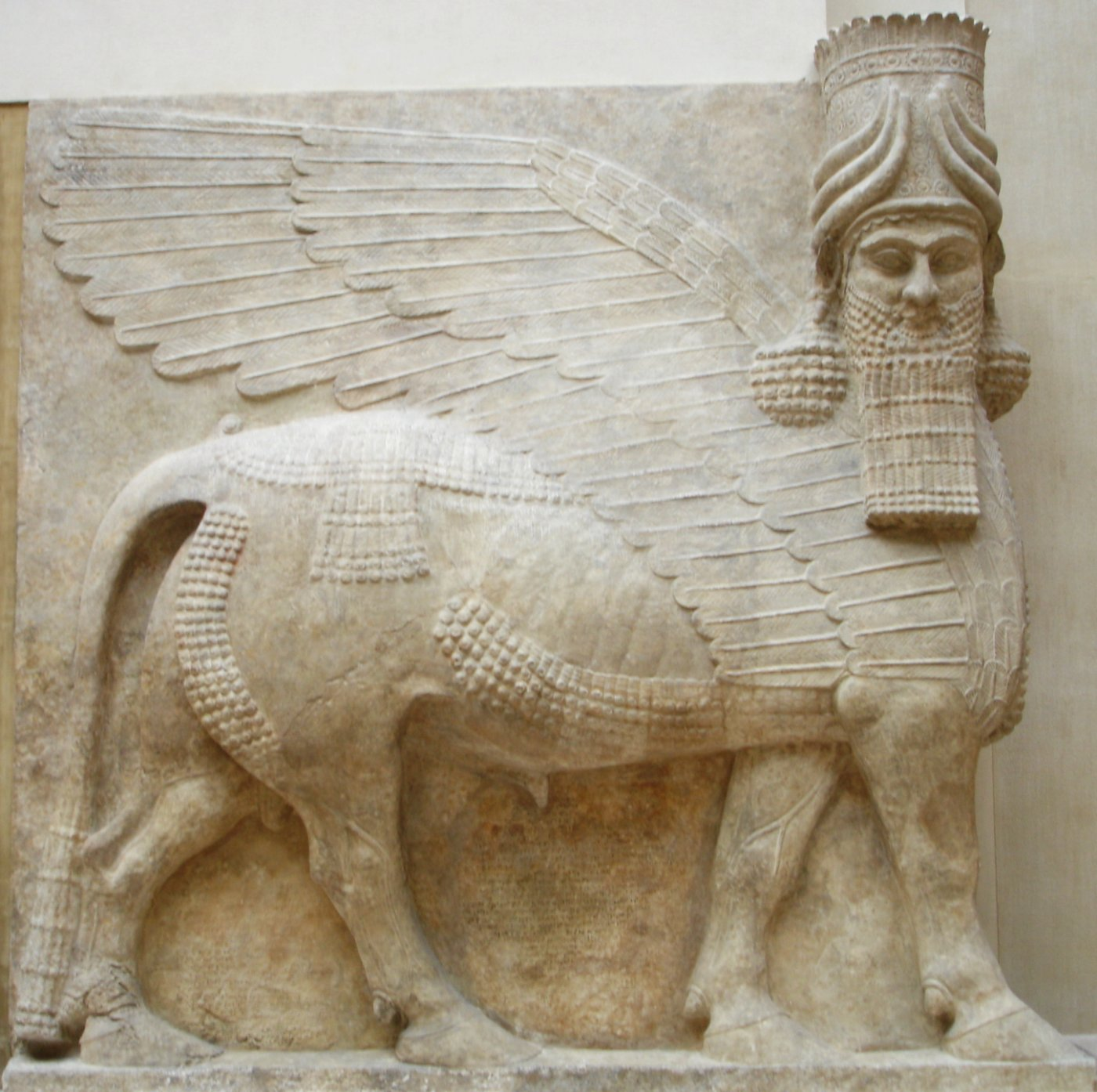
Taureau androcéphale ailé tourné de face gardant la porte de la façade M du palais. Musée du Louvre.
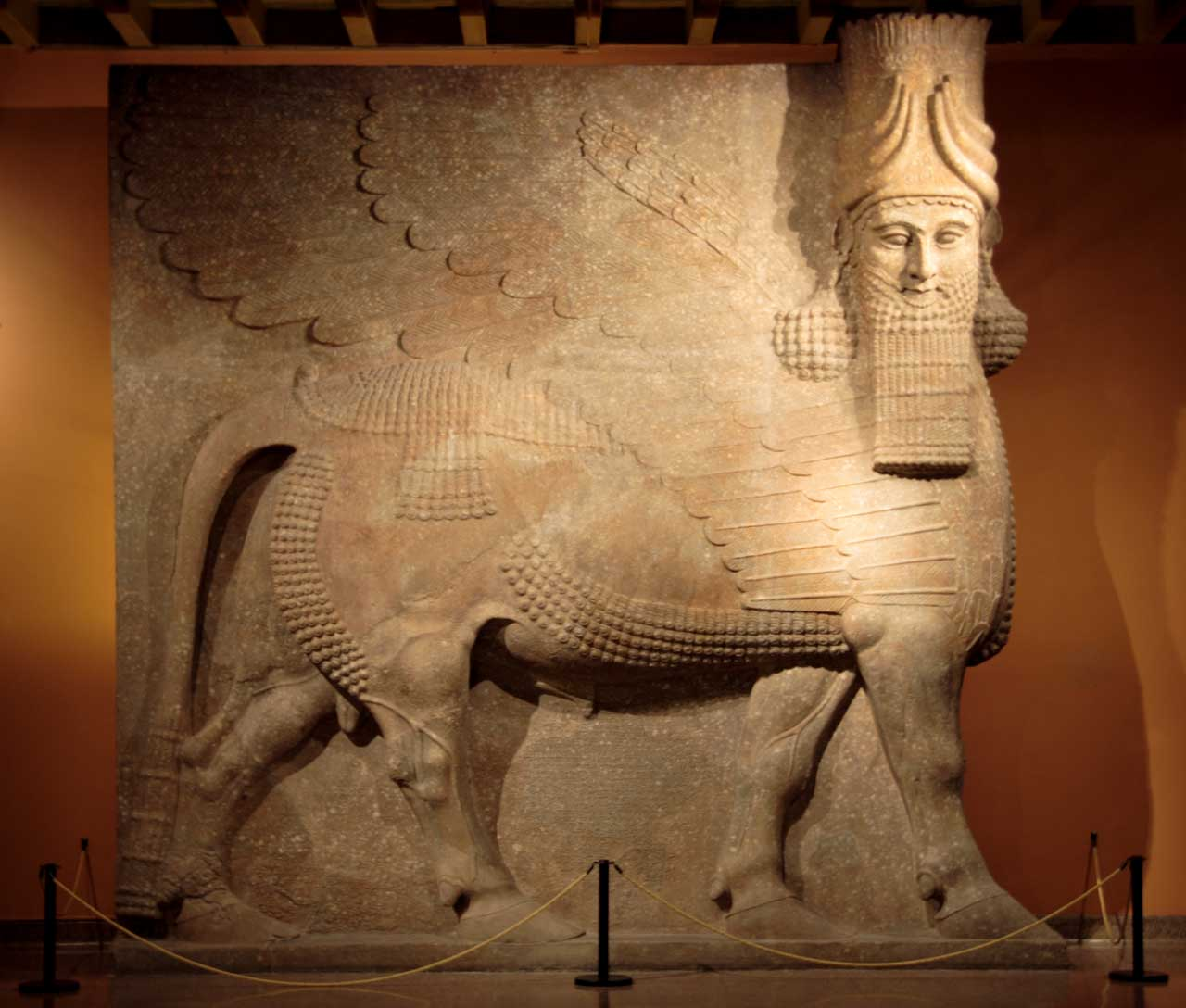
Taureau androcéphale colossal du palais royal de Khorsabad. Musée de l'Oriental Institute de Chicago.
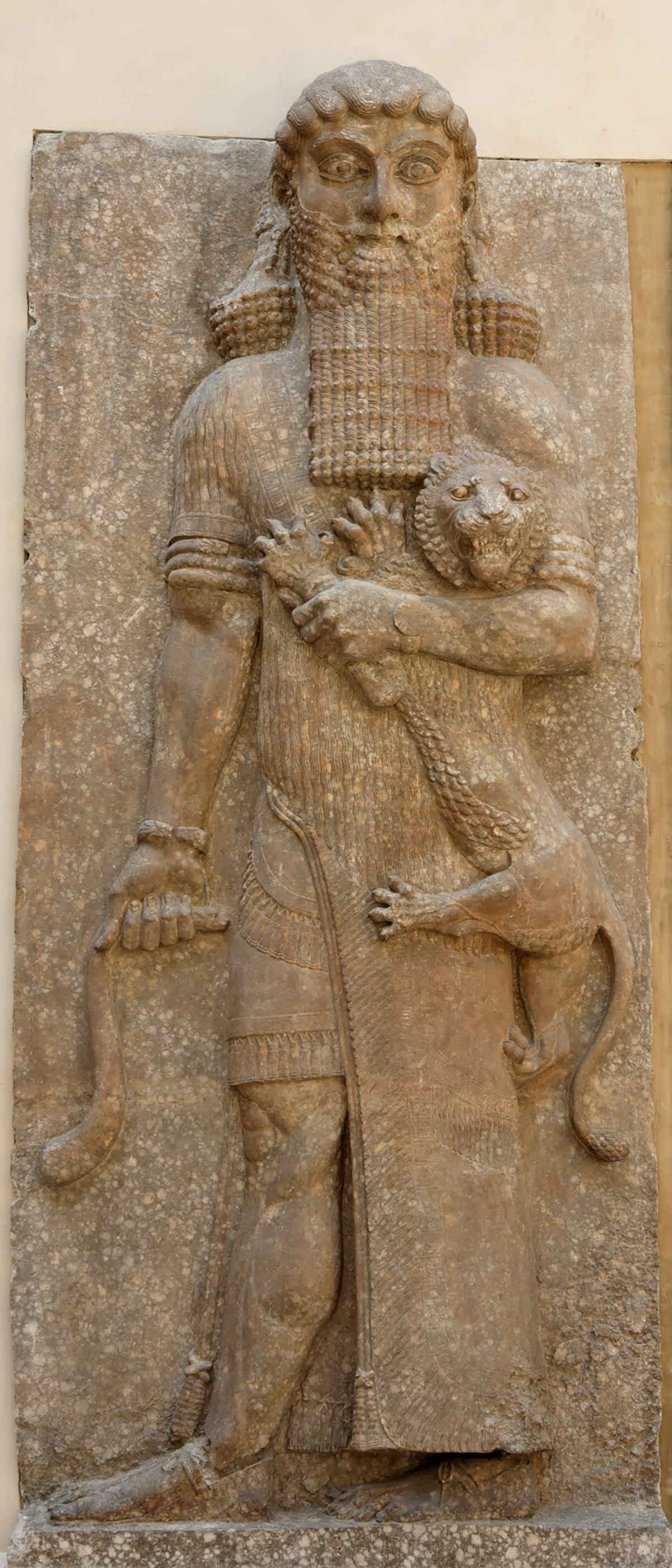
Héros maîtrisant un lion. Bas-relief de la façade N du palais (entrée de la salle du trône). Musée du Louvre.
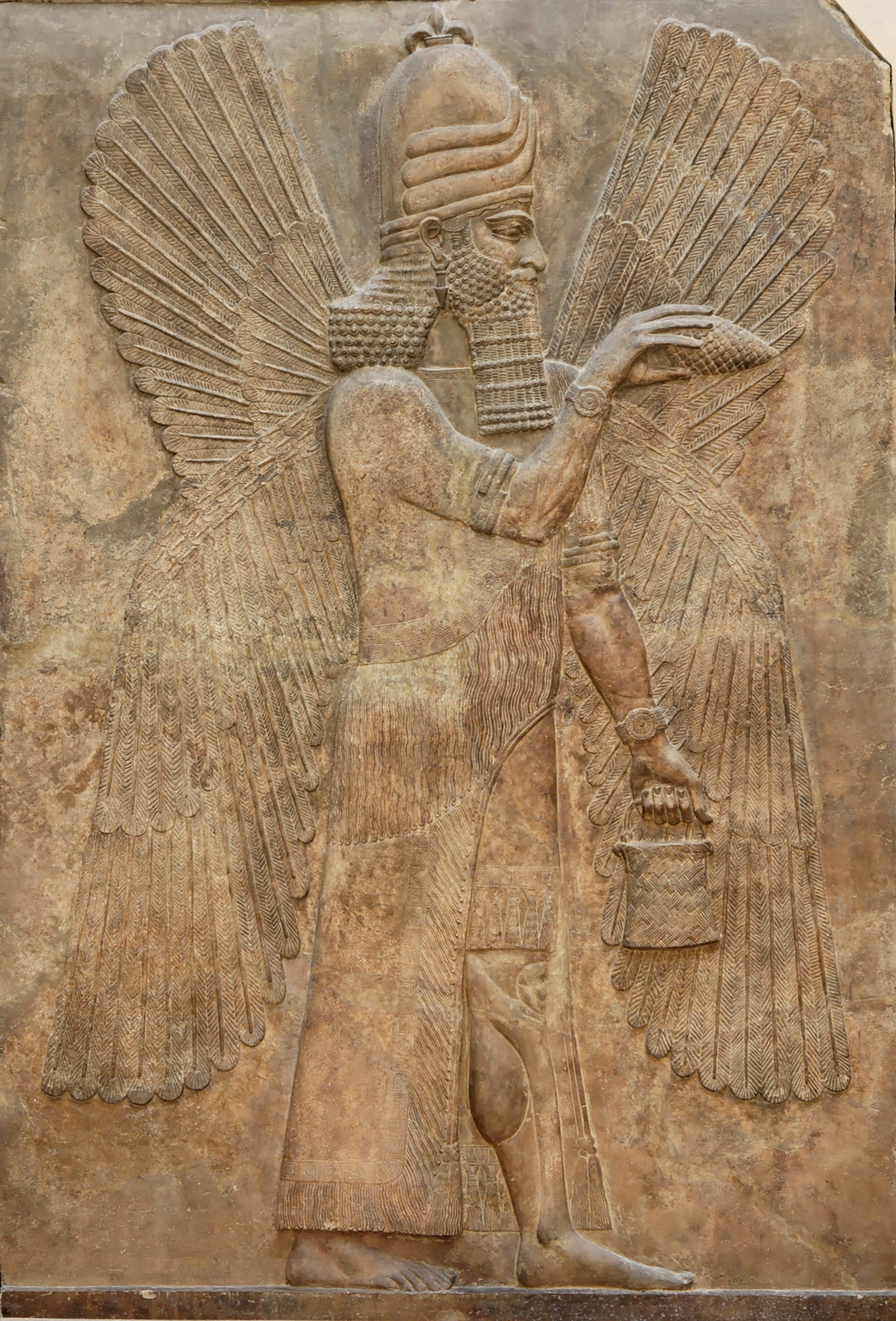
Génie ailé donnant une bénédiction. Bas-relief du mur septentrional du palais. Musée du Louvre.

### Le reste de l'Assyrie

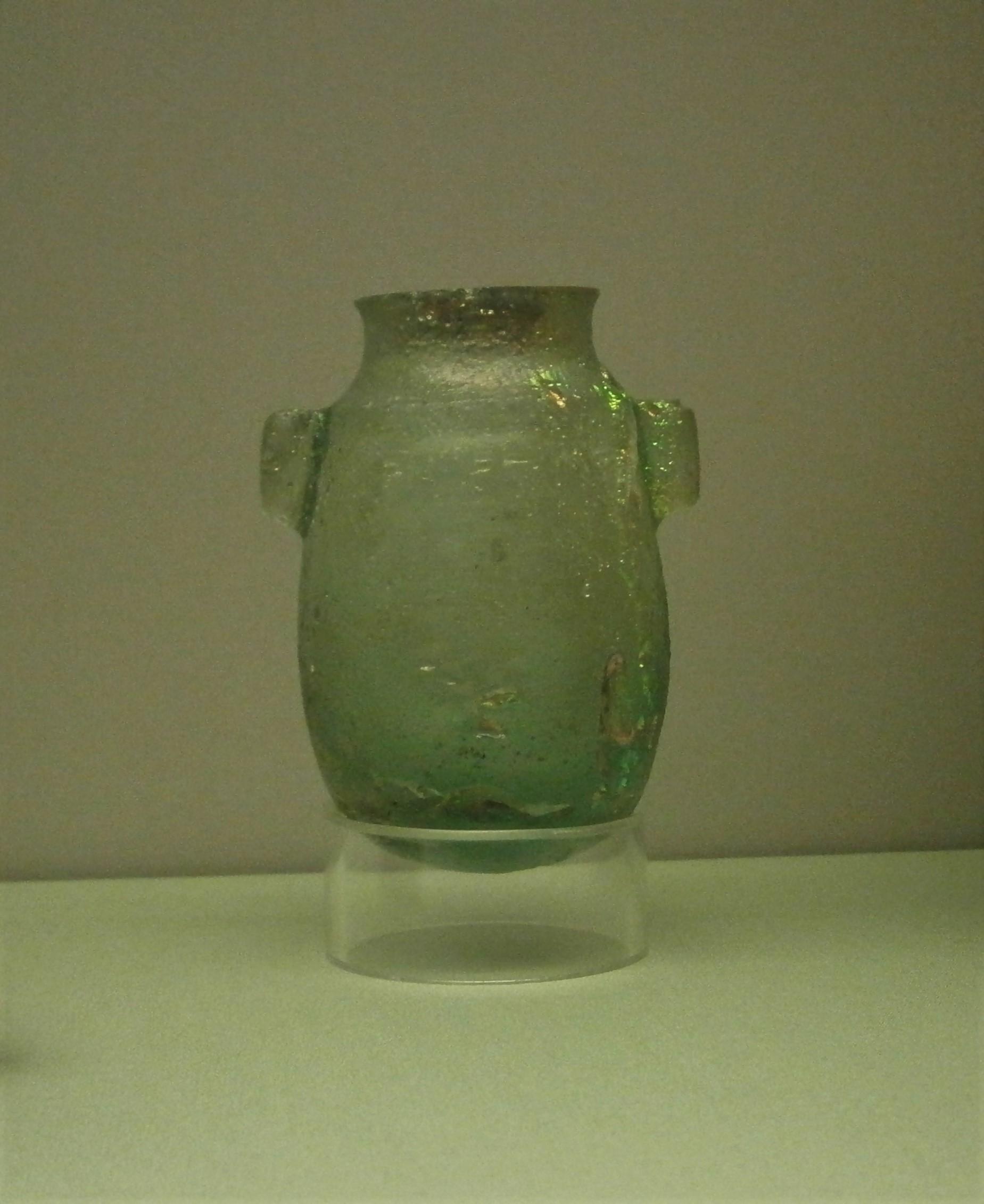
Jarre en verre inscrite au nom de Sargon II retrouvée dans le palais nord-ouest de Nimroud. British Museum.

Les inscriptions de Sargon mentionnent d'autres chantiers de construction entrepris par ce roi dans le cœur de l'empire. Comme vu plus haut il restaure le « palais nord-ouest » de Nimroud, construit du temple d'Assurnasirpal II (883-859). Sargon désigne cet édifice sous le nom de « Palais du Genévrier »,. Il est aussi possible qu'il ait restauré le temple de Nabû de cette cité, ainsi que le « Palais brûlé », à proximité duquel une partie de sa correspondance a été retrouvée. Il est actif à Assur, la capitale religieuse de l'empire, où des travaux sont effectués dans le temple du dieu Assur. Une lettre mentionne également des travaux dans un palais de la ville, et il est possible que le temple de Sin et de Shamash soit également restauré. À Ninive, Sargon fait reconstruire le temple du dieu Nabû situé sur l'acropole (Quyunjik). Il n'est néanmoins pas possible de déterminer si l'aspect de l'édifice tel qu'il a été dégagé sur le site est le produit de ces travaux ou des ceux, antérieurs, d'Adad-nerari III (811-783). Il est également possible que Sargon ait procédé à des travaux dans l'arsenal de la ville et dans le temple de l’akitu dédié à la déesse Ishtar de Ninive. D'autres inscriptions font référence à des travaux entrepris dans les régions situées à l'ouest de l'Assyrie, à Harran et à Til-Barsip.
Les rapports de Sargon avec les grandes villes assyriennes sont également marqués par des exemptions fiscales (zakutu), concédées à des sanctuaires voire des villes entières, notamment Assur et Harran. Il proclame avoir rétabli leurs privilèges injustement supprimés par Salmanazar V. Il pourrait s'agir d'une récompense pour l'avoir aidé dans sa prise de pouvoir contre ce dernier.

### Les provinces et leurs gouverneurs

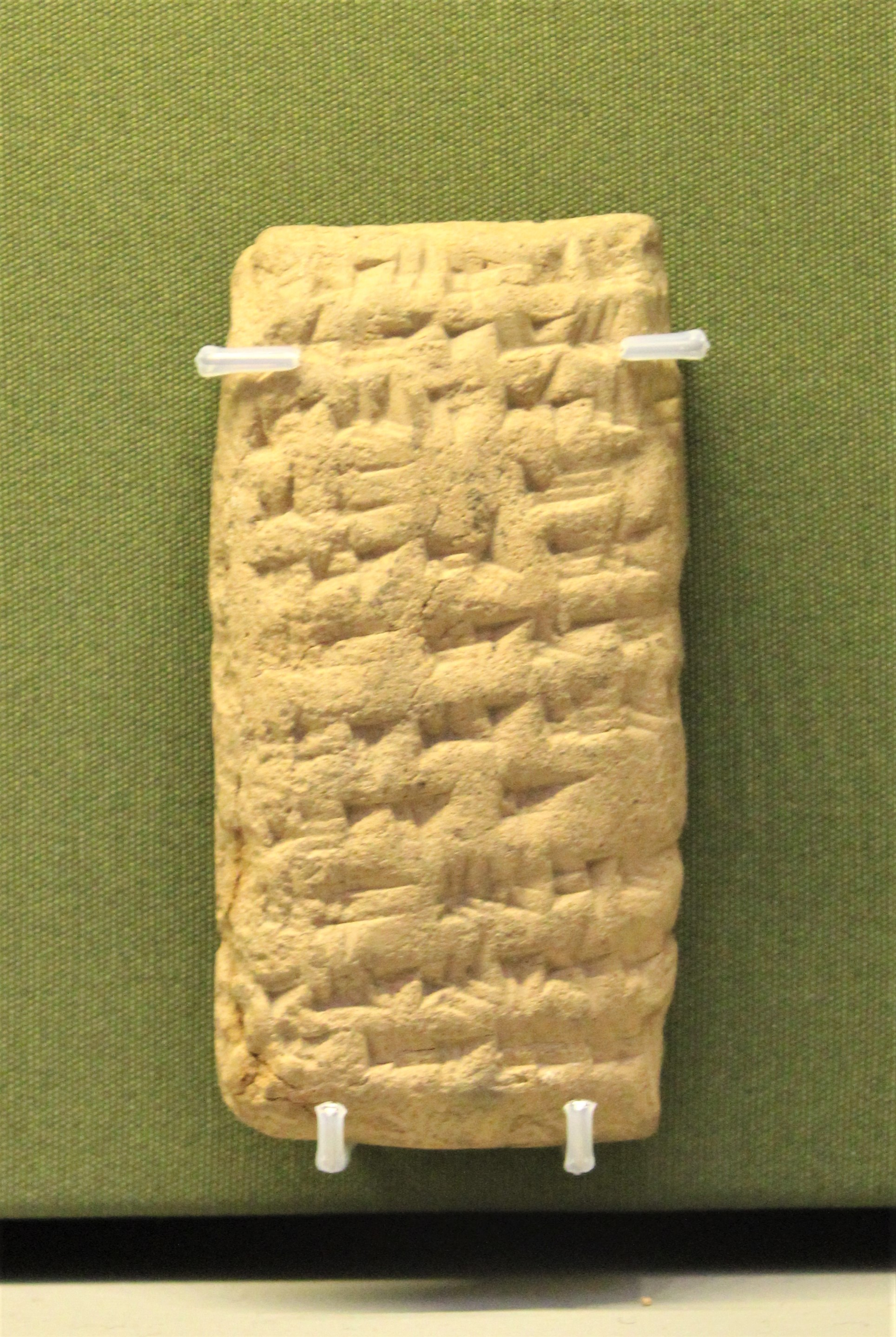
Lettre de la correspondance de Sargon II retrouvée à Ninive : un fonctionnaire demande qu'on lui envoie un scribe. British Museum.

Le VIIIe siècle av. J.-C. voit la création de provinces dans les régions déjà sous autorité assyrienne depuis le siècle précédent, par transformation de royaumes vassaux en provinces, ou bien par scission de provinces existantes, et le mouvement est visible sous Tiglath-Phalazar III et Sargon II (par exemple par la création d'une province de Dur-Sharrukin),. Le principe de confier des provinces aux principaux dignitaires de l'empire se poursuit, chaque magnat ayant une province qui lui est attribuée avec sa charge et qui porte son nom à partir de cette période (par exemple la « province du grand échanson », autour de l'actuelle Aqra),. La caractéristique de ces règnes est surtout l'expansion des provinces au détriment des royaumes vassaux, après des défaites, qui se voient soit amputés de territoires, soit intégralement annexés, et dans plusieurs cas le premier précède le second. Le recours plus systématique aux annexions et à l'administration directe sont généralement vus comme des innovations politiques majeures de la période, décisives dans la construction d'un « empire » à proprement parler,,. Ce phénomène est surtout visible à l'ouest, où la plupart des royaumes araméens et néo-hittites disparaissent après incorporation de leur territoire dans l'empire assyrien. Il est aussi très marqué en direction du nord et de l'est, en particulier dans le Zagros. En Babylonie, Sargon constitue deux grandes provinces, une centrée sur Babylone à l'ouest et une autre appelée Gambulu à l'est du Tigre.
La correspondance royale mise au jour à Nimroud et Ninive, dont les interlocuteurs sont souvent des gouverneurs, fournit d'importantes informations sur les mécanismes de fonctionnement de l'empire dans la seconde moitié du VIIIe siècle av. J.-C. Elle révèle d'abord que la circulation des informations est primordiale pour la conduite des affaires de l'empire. Le système provincial est structuré par un réseau routier, la « route du roi » (ḫūl/ḫarrān šarri). Au regard des critères modernes, il s'agit plutôt de sortes de pistes. Les lettres indiquent que les gouverneurs doivent construire et entretenir des ponts, des fortins et des relais routiers (bēt mardēti), installés à des intervalles réguliers (toutes les trentaines de kilomètres) et qui ne servent que pour les communications et déplacements de l’État, à la différence des caravansérails des époques postérieures qui hébergent aussi des voyageurs. Pour la transmission rapide des messages, un système de coursiers (kalliu) qui se relaient dans les postes routiers a été mis en place. Ces postes doivent donc entretenir et équiper des mulets (kūdunu), qui fonctionnent par équipes de deux, dont une au moins doit être prête en permanence afin de permettre le bon fonctionnement du système des courriers express,,.
D'après le contenu de la correspondance entre le roi et les gouverneurs, il attend avant tout de ceux-ci un devoir de garde et de vigilance, qu'ils assurent la sécurité de leur province et le tiennent informé de toute menace à sa stabilité. Leurs principales attributions sont la collecte des taxes et autres prélèvements dus dans leur province, la levée de troupes de soldats pour l'armée et de corvéables pour les travaux publics. Les lettres peuvent être des réponses expresses à une demande royale, sur des sujets divers (constructions, recherche de fugitif, distribution de terres, etc.). Beaucoup d'autres sont des rapports concernant des sujets de routine sur la tenue de la province, l'état des récoltes, la conduite des cultes, et aussi des rapports sur des affaires plus précises, généralement en lien avec des événements politiques et militaires, souvent sur le ton de l'urgence. Les représentants du pouvoir royal dans les provinces semblent avoir une grande latitude dans le traitement des affaires courantes, et ne doivent probablement recourir à l'avis du roi que pour les situations les plus importantes. Leur autonomie s'accroît sans doute à mesure que l'on s'éloigne géographiquement du centre du pouvoir. Cela explique sans doute pourquoi un gouverneur en début de carrière est plutôt assigné à une province du centre de l'empire, généralement plus petites et moins concernées par les affaires de sécurité. Quand ils gagnent de l'expérience et la confiance du roi, ils sont ensuite assignés à des provinces plus éloignées et/ou récemment annexées. En tout cas à partir du règne de Sargon II les gouverneurs qui arrivent en premier dans la séquence des éponymes sont ceux des provinces périphériques, et non de celles du centre comme par le passé.

### L'action royale dans les provinces

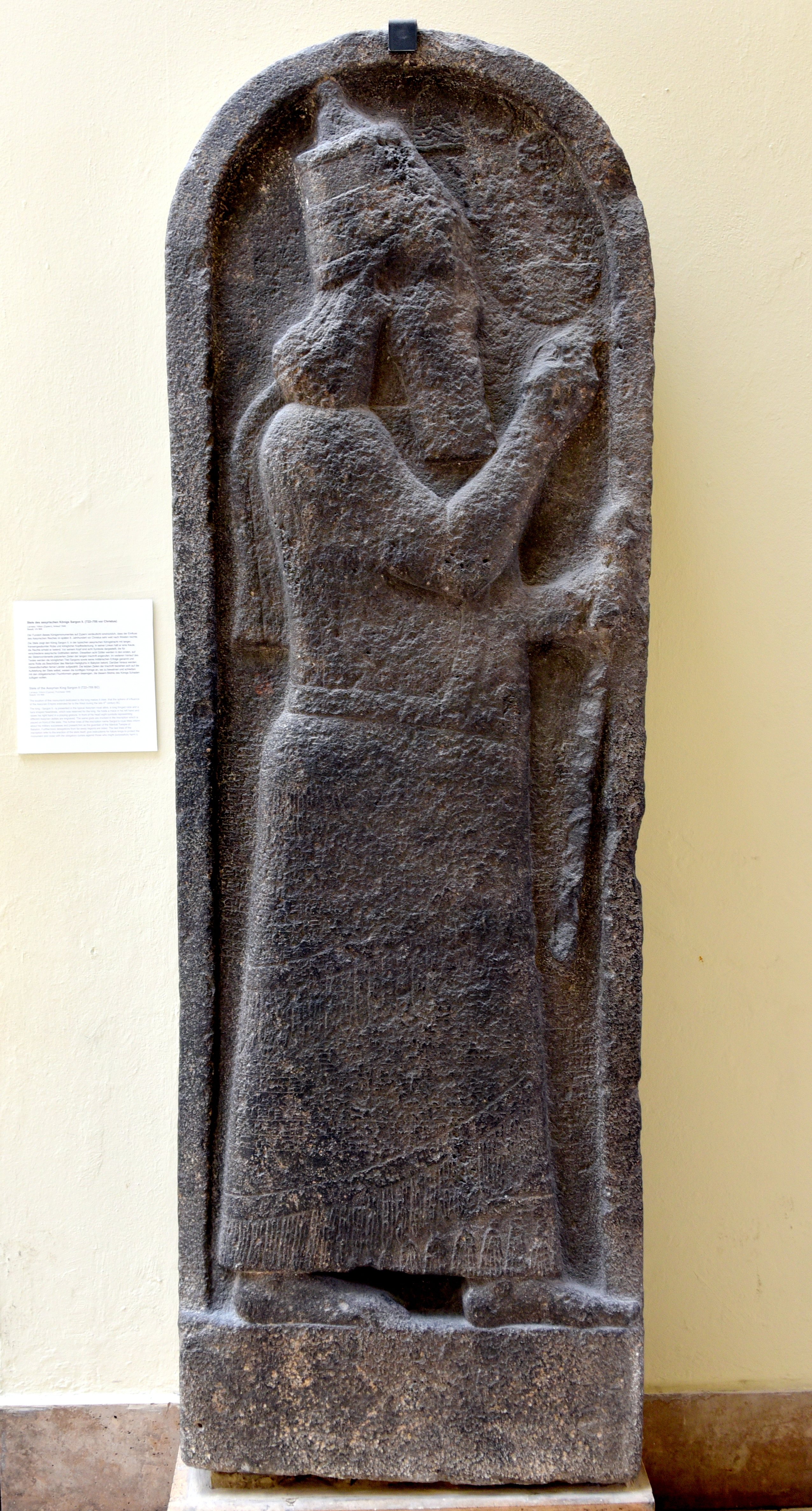
Stèle de Sargon II provenant de Kition de Chypre, commémorant sa mise en vassalité de l'île. Pergamon Museum.

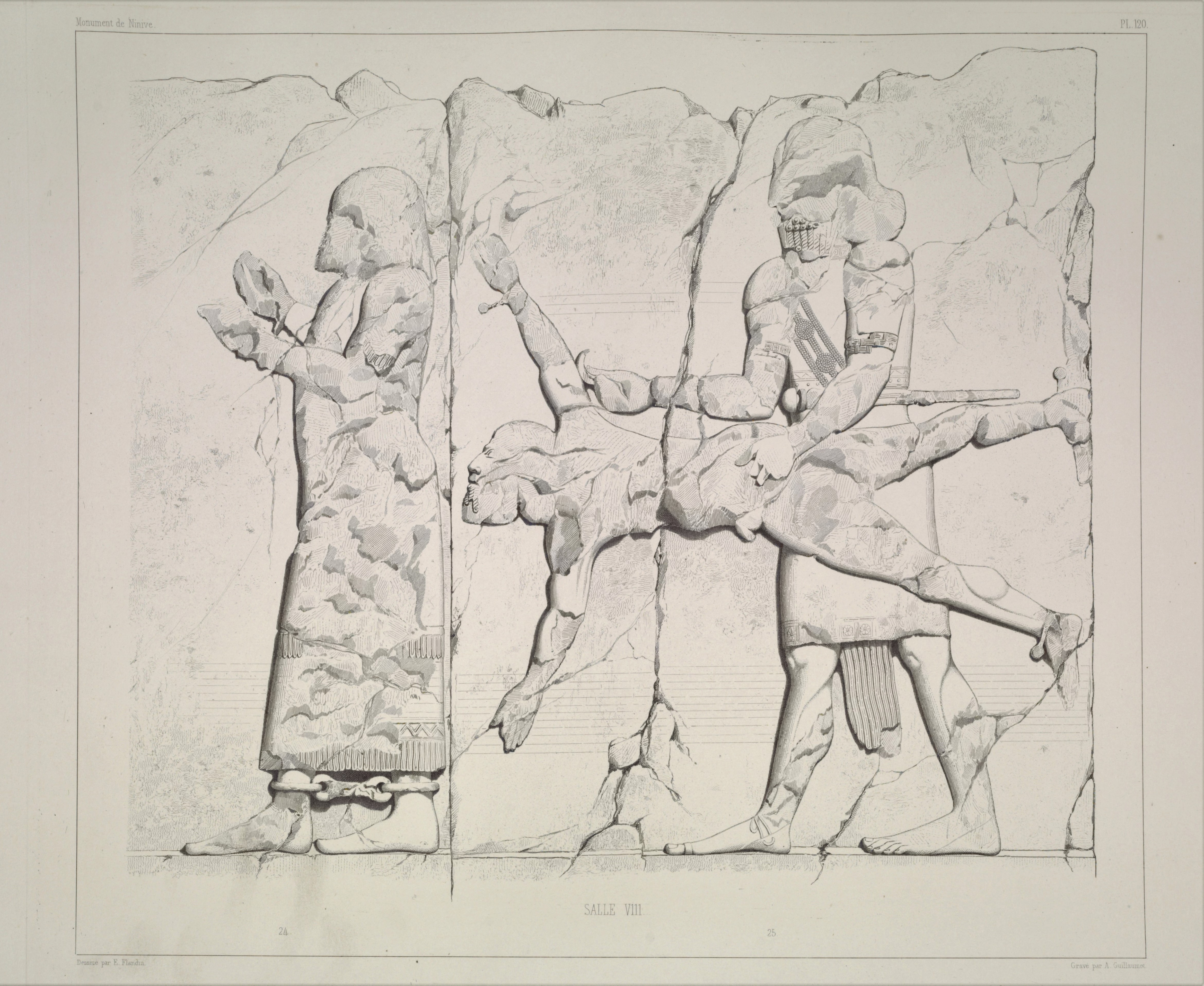
Le roi Ya'ubi'di de Hamath écorché vif après sa défaite. Copie d'un bas-relief du palais de Khorsabad par Eugène Flandin, 1849. L'événement est mentionné dans une inscription de Sargon II évoquant la défaite de Hamath, prélude à son annexion :
« Ya'ubi'di de Hamath, un roturier sans droit au trône, un méchant hittite (syrien), prémédita en son cœur (d'accéder) à la royauté sur le pays de Hamath, souleva contre moi les villes d'Arpad, de Sumur, de Damas et de Samarie, les mit d'accord et prépara le combat. Je mobilisai les massives armées d'Assur, je l'assiégeai, lui et ses combattants, dans Qarqar sa ville favorite (et) je le capturai ; je livrai Qarqar aux flammes ; quant à lui, je le dépouillai de sa peau. Dans les villes elles-mêmes je tuai les coupables et j'imposai un traité de paix. Je levai 200 chars et 600 chevaux de selle chez les gens du pays de Hamath et je (les) adjoignis à mon contingent royal. »

Les inscriptions officielles de Sargon témoignent aussi de l'apparition d'une rhétorique mettant en avant la reconstruction après le saccage, absente aux époques antérieures. Cela pose plus généralement la question de l'impact, positif ou négatif, de la conquête assyrienne et de ses suites.
La situation est souvent ambivalente, parce qu'afin d'obtenir et de maintenir la paix dans les provinces (et aussi la soumission et l'obéissance des royaumes vassaux), les rois assyriens manient à la fois la carotte et le bâton. Sargon octroie ainsi des chartes de franchises à des cités en guise de privilège, pour récompenser leur attitude en sa faveur lors de révoltes, ou bien pour chercher à obtenir leur obéissance. D'un autre côté, les châtiments exemplaires et la politique de terreur sont toujours de mise pour punir les rebelles et dissuader les rebelles potentiels : exécutions publiques, massacres, mutilations, pillages, destructions, déportations, toute la panoplie répressive attestée lors de l'époque de reconquête reste employée et fait l'objet d'une mise en scène. Les inscriptions indiquent ainsi que les populations sont sommées d'assister à l'exécution de leurs rois rebelles et que leurs cadavres empalés ou leurs peaux écorchées sont exposés en public.
Sargon fait également ériger des stèles à la manière habituelle des rois assyriens, le représentant de profil, face à des symboles divins, accompagnées d'inscriptions, afin de signifier le contrôle qu'il exerce sur des pays situés à la périphérie de son empire. Deux d'entre elles sont préservées de manière complète : une qui a été mise au jour à Najafehabad en Iran occidental, et l'autre à Larnaka/Kition sur l'île de Chypre (c'est le seul monument assyrien provenant de celle-ci). D'autres, connues en état fragmentaire, proviennent d'Ashdod, d'Acharneh, de Tell Ahmar (Til Barsip), d'un lieu inconnu (Hamath ?) et de Qal’eh-i Imam en Iran. Il est également figuré sur un bas-relief rupestre à Tang-i Var en Iran, pour commémorer la campagne contre Karalla datée de 706.
Plusieurs des inscriptions de Sargon mentionnent plus spécifiquement des travaux dans les provinces situées hors d'Assyrie, dont la nature et l'ampleur ne peuvent être déterminés. 
Des inscriptions provenant de Karkemish indiquent que Sargon y a un voire deux palais (à Karkemish même et sur le site voisin de Tell Amarna), et qu'il a projeté des aménagements de grande ampleur dans la cité et sa région, notamment un réseau d'irrigation. Sargon entendait peut-être faire de cette cité une sorte de capitale secondaire pour contrôler les provinces occidentales,.
À Du'ru (Tel Dor) dans la province de Megiddo, Sargon érige un comptoir commercial (karū, littéralement « quai », même s'il s'en trouve aussi sur des routes terrestres), les fouilles ont révélé que ce site auparavant délaissé fait l'objet de réaménagements et connaît un nouvel essor, manifestement grâce au commerce. Cette politique d'érection de comptoirs en pays conquis ou vassalisé remonte au moins au règne de Teglat-Phalasar III, et Sargon y participe activement, redessinant la géographie économique des périphéries de l'empire. On lui doit peut-être la construction d'Ashdod-Yam, port fondé à proximité d'Ashdod, cité rebelle, qui perd à son profit une bonne partie de ses revenus commerciaux et entame une phase de déclin.
Dans l'ouest iranien, après sa conquête de la cité de Harhar en 716 il la fait renommer Kar-Sharrukin, « Quai (comptoir) de Sargon » et y entreprend des travaux. Il renomme également d'autre cités iraniennes et y entreprend des travaux. Les provinces fondées dans cette région sous Teglath-Phalasar et Sargon sont surnommées collectivement bēt kāri, quelque chose comme « Maison du commerce », et leur constitution a manifestement un même volet économique que pour celle constituée au même moment à Ashdod.
Il semble aussi avoir entrepris un chantier au Tabal, mais il est possible qu'il n'ait pas été mené à terme en raison de la défaite assyrienne ayant conduit à la mort de Sargon,.

### Les déportations et l'intégration de nouveaux sujets
La politique de destructions, répression et de terreur des rois assyriens envers les rois rebelles se poursuit comme durant la précédente phase d'expansion. La population des pays vaincus subit quant à elle une déportation. Avec Tiglath-Phalazar III, les déportations deviennent plus massives, et cela se poursuit sous Sargon II : selon les estimations tirées des inscriptions royales, il aurait fait déporter au moins 217 000. La fiabilité de ces chiffres est discutée, mais c'est manifestement un phénomène massif, qui a un impact significatif sur la démographie et la composition ethniques des régions touchées,. L'assimilation est un objectif évoqué explicitement à plusieurs reprises dans les discours officiels de l'époque, surtout à partir de Sargon II, alors qu'elles sont quasiment inexistantes auparavant : l'expression consacrée figurant dans les inscriptions royales est « avec les gens d'Assur je les comptai : taille et corvée comme aux Assyriens je leur imposai,. »
Les files de déportés figurent souvent sur des bas-reliefs, en particulier au VIIe siècle av. J.-C., et les lettres de l'époque de Sargon éclairent la mise en pratique de ces déportations, et les conditions dans lesquelles elles se font. On prépare des provisions pour les voyages, également de quoi vêtir les déplacés. Les voyages peuvent être une épreuve, une lettre révélant la souffrance de prisonniers lors d'un de ces déplacements en pays montagneux. Une autre contient la plainte d'un fonctionnaire qui constate que les rations ne suffiront pas jusqu'au bout du trajet prévu. Une lettre montre qu'une fois sur place, le gouvernement assyrien se charge de trouver des épouses à des déportés, et prend en charge le paiement du « prix de la mariée », ce qui contribue au mélange des populations de l'empire. Les conditions des déplacés dans leur pays d'accueil varient du reste selon leur affectation. En effet ils font l'objet d'une répartition par l'administration locale une fois arrivée sur place, en fonction des besoins. Ceux qui sont spécialistes d'un métier artisanal, intellectuel ou militaire ont probablement une meilleure situation que d'autres qui ont une condition servile ou proche. Les familles semblent être dans bien des cas séparées, les hommes affectés aux travaux des champs et les femmes à la domesticité.

### Les rapports avec les pays vassaux
Le mouvement de provincialisation n'empêche pas la subsistance de royaumes vassaux, tant qu'ils ne sont pas en opposition répétée à la domination assyrienne. Ils fonctionnent souvent comme des États-tampons face à des royaumes ennemis, ou des régions d'où peuvent venir des périls. Il en est ainsi des royaumes de Shubria et de Kumme, situés au nord de l'empire face à l'Urartu. Le second, lié par un traité à l'Assyrie, doit lui fournir des hommes, aussi du bois et des chevaux (les « spécialités » des régions du nord), ainsi que des informations sur ce qui se passe dans les régions voisines, notamment chez l'ennemi. Mais il joue parfois double jeu en fournissant des informations à l'Urartu. Un délégué du pouvoir assyrien (qēpu), nommé Assur-resh-uwa, est présent en permanence dans ce royaume, et il a un accès privilégié au souverain local, influence ses décisions, et informe le roi assyrien sur ses agissements. Cette présence est mal vécue à Kumme, que cela soit lié ou non à la personne de l'ambassadeur, et la situation s'envenime jusqu'à dégénérer dans la violence, qui conduit au renforcement de l'emprise assyrienne, le royaume étant peu après intégré directement à la province assyrienne voisine.
Plusieurs textes indiquent que le roi assyrien sait également se montrer généreux envers ses fidèles en leur offrant des cadeaux honorifiques ; des ambassadeurs levantins venant porteur du tribut au palais royal à l'époque de Sargon se voient ainsi offrir des objets précieux tels que des bracelets en or et en argent. Les mariages diplomatiques sont également un moyen de renforcer la fidélité des vassaux : Sargon donne une de ses filles, Ahat-abisha, en mariage à Ambaris de Bit-Purutash, dans le Tabal. Ce fut peine perdue, puisqu'Ambaris rejoint par la suite l'alliance de l'Urartu et des Mushki, ce qui se solda par sa défaite et l'annexion (éphémère) de son royaume.
Du point de vue assyrien, la domination sur les autres pays reste un instrument de prestige et un moyen d'acquisition de richesses. Dans les textes officiels, on distingue le butin (ḫubtu/šallutu) pris sur les vaincus, le tribut (biltu/maddattu) versé par les vassaux, les présents (nāmurtu/tāmartu) offerts par les vassaux et alliés (notamment lors d'audiences, au cours desquelles ils recevaient également un cadeau, en guise de contre-don, comme évoqué plus haut). K. Radner a proposé que le pillage du trésor royal de Karkemish en 717 ait provoqué l'afflux de grandes quantités d'argent en Assyrie, y entraînant le passage d'un étalon cuivre à un étalon argent. Néanmoins sur le long terme la création de nouvelles provinces et la croissance des recettes fiscales qui va avec semblent avoir relativisé l'importance financière des richesses venant des autres royaumes.
Les bas-reliefs du palais royal de Khorsabad mettent ainsi en scène les défilés de plusieurs pays, comme les Phéniciens transportant des arbres sur un bateau, ou les Mèdes offrant des chevaux.

Bas-reliefs du palais de Dur-Sharrukin représentant des porteurs de tribut.
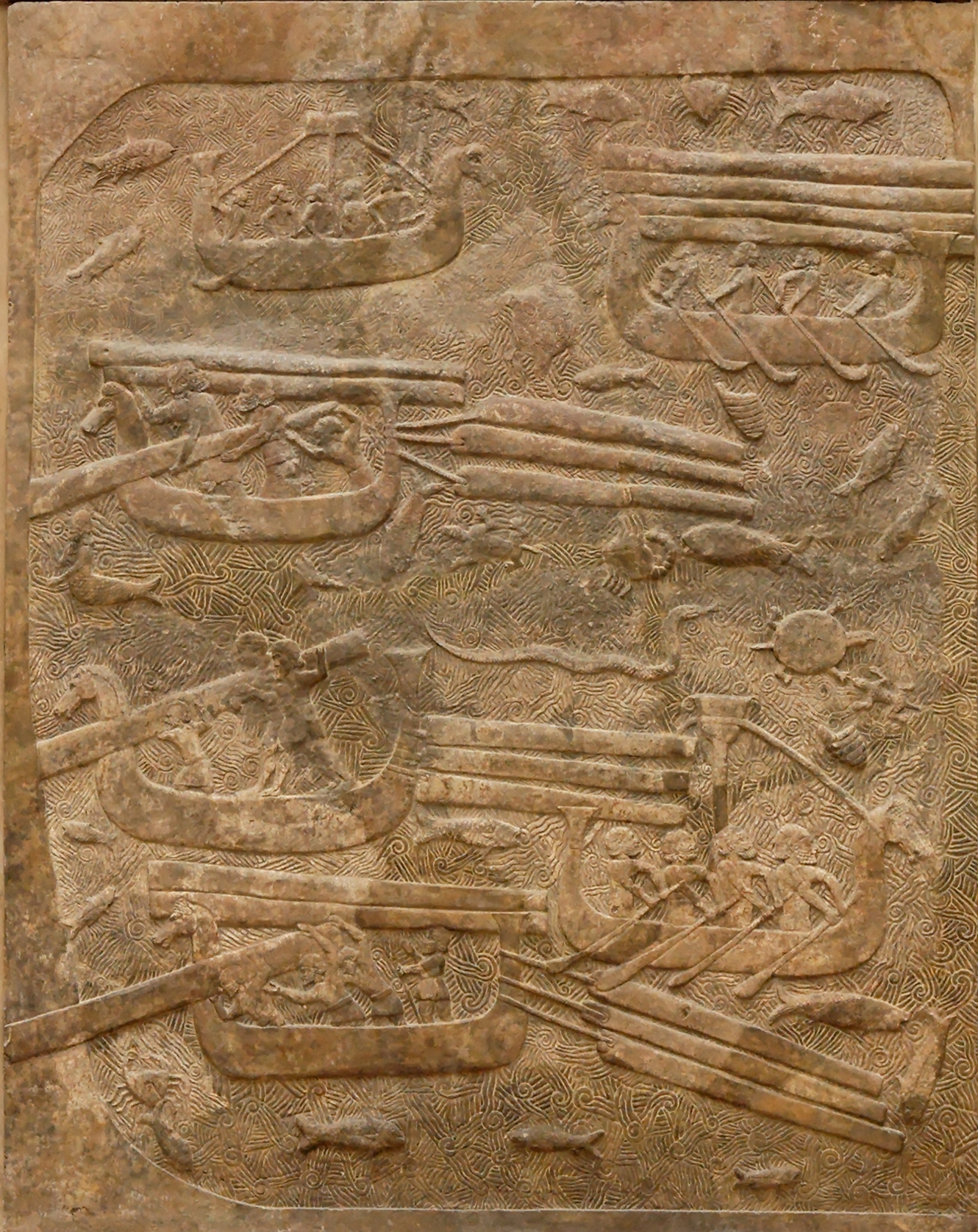
Transport de cèdre du Liban. Musée du Louvre.
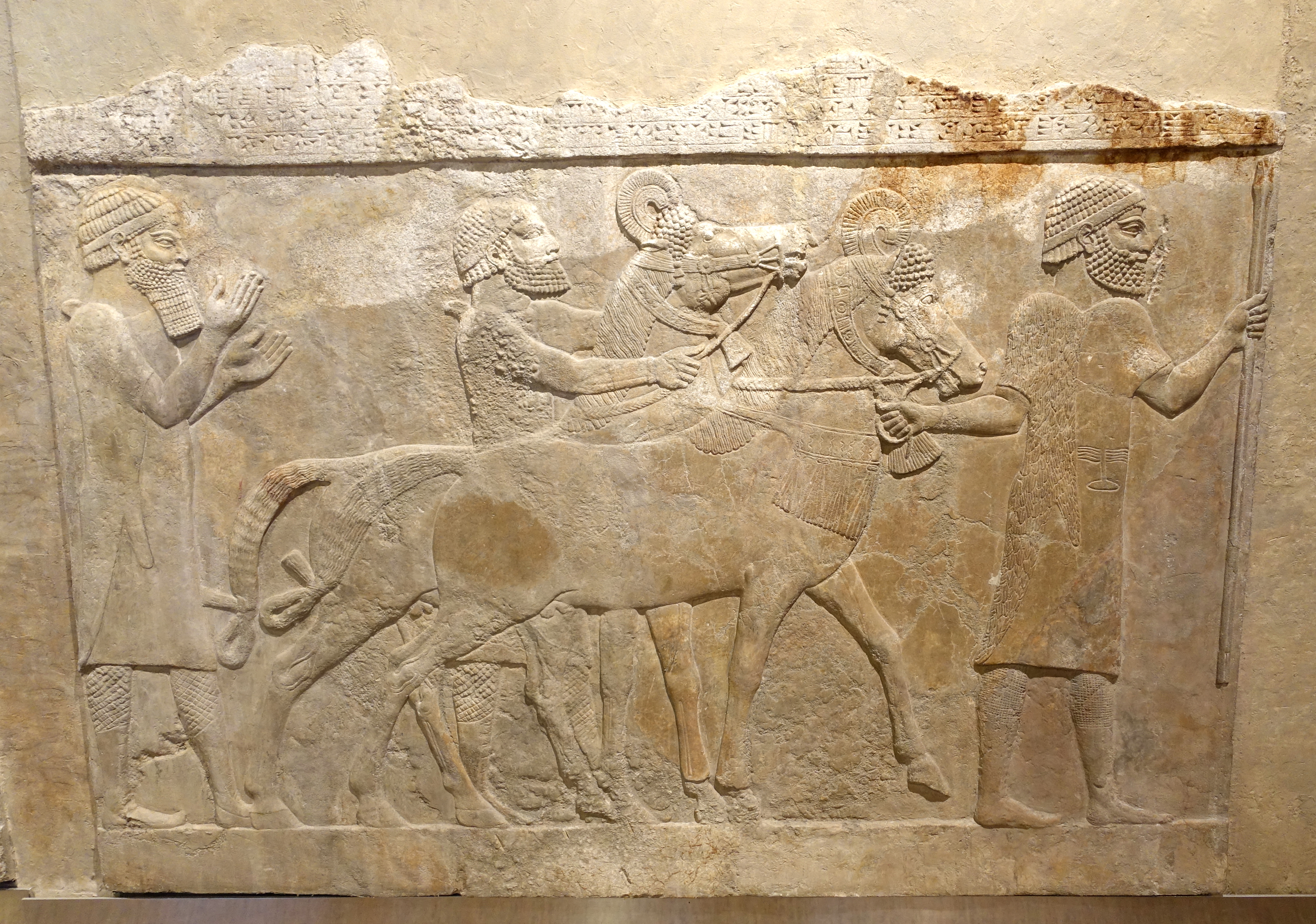
Tributaires conduisant des chevaux, provenant peut-être de Médie ou du pays de Mushki. Musée de l'Oriental Institute de Chicago.
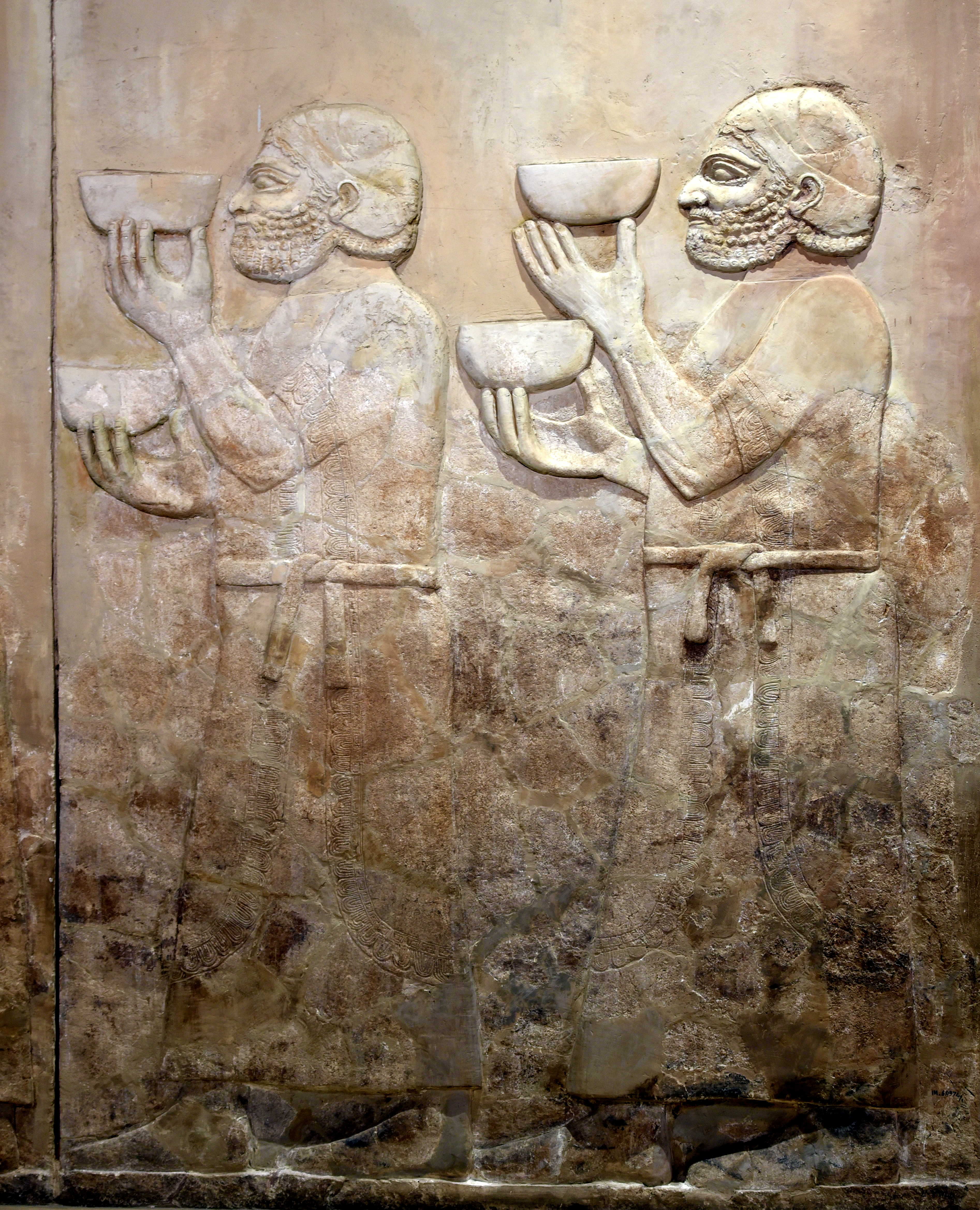
Porteurs de tribut d'Urartu. Musée national d'Irak.
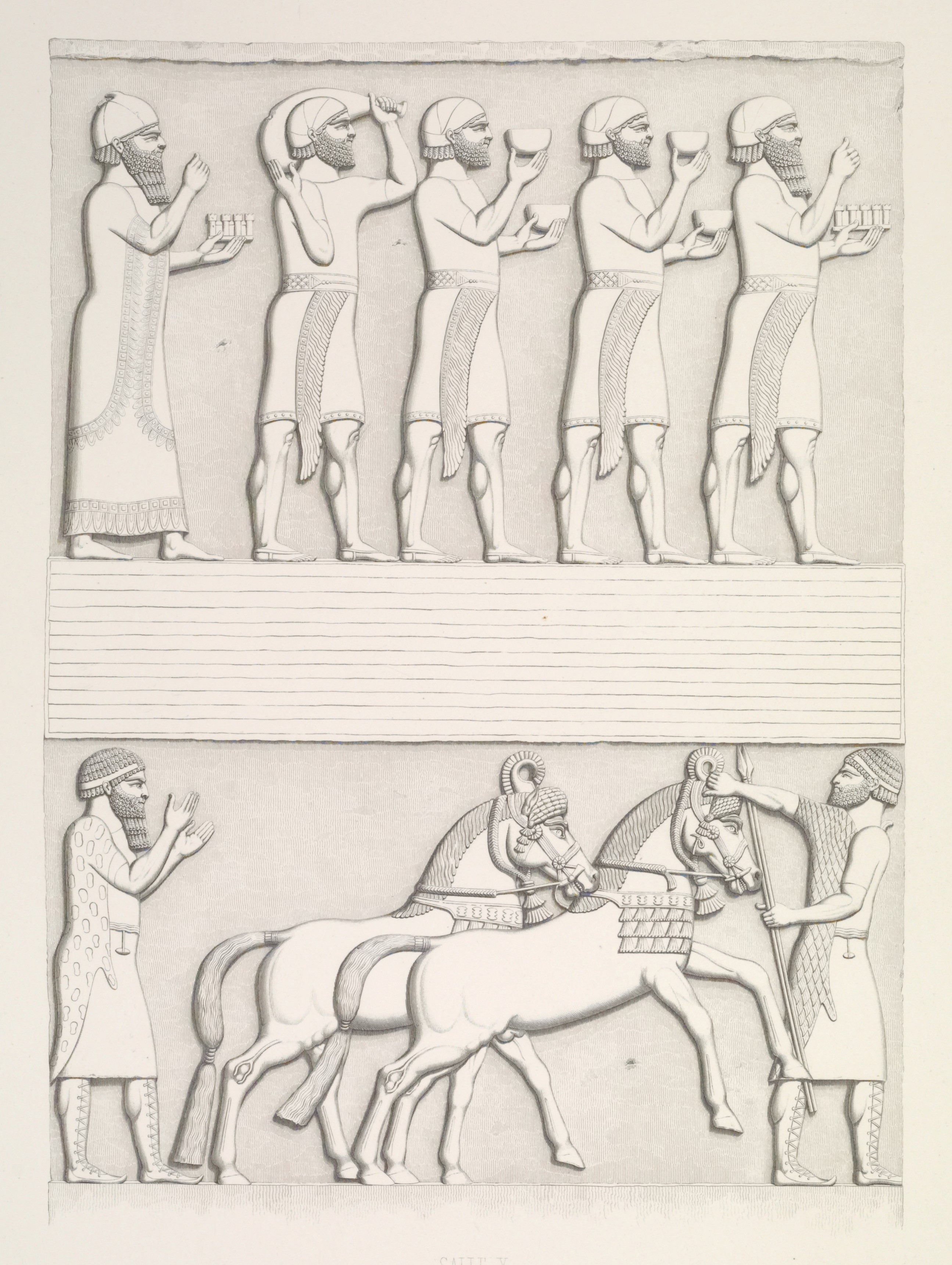
Porteurs de tribut, copie de bas-relief par Eugène Flandin.

### Sargon, roi de Babylone
Après sa prise de pouvoir en Babylonie, et comme son père avant lui, Sargon cherche à ménager l'esprit d'autonomie local. Il se proclame « roi de Babylone », et assume cette charge comme un roi local tout en laissant une certaine autonomie aux cités de la région : il accomplit des rituels comme la fête du Nouvel An dans cette ville, octroie des remises de dettes et exemptions de taxes dus à l'État (andurāru) à plusieurs villes saintes comme Ur et Uruk. Il creuse des canaux, et entreprend des travaux dans plusieurs villes de la région : Babylone où il restaure les murailles, Uruk où il fait conduire des travaux dans le temple d'Ishtar, et peut-être à Tell Haddad où une inscription fragmentaire à son nom a été retrouvée.

## La mort et le «péché» de Sargon
Sargon trouve la mort dans le pays de Tabal, dans le sud-est anatolien, alors qu'il mène une campagne contre Gurdi de Kullumu. Selon une chronique assyrienne, son camp est attaqué et il est tué. Il semblerait que son corps n'ait pas pu être récupéré et que le roi n'ait donc pas pu être enterré, ce qui est scandaleux pour les mentalités antiques, car une personne privée de sépulture est vouée à devenir un spectre vengeur qui tourmente ses descendants. De plus, il est considéré qu'un tel malheur n'arrive qu'en rétribution d'un mal commis envers les dieux. Un texte surnommé le Péché de Sargon, daté du règne de son fils Sennachérib, ou bien de son petit-fils et second successeur Assarhaddon, semble écrit pour expliquer le sort de Sargon, qui serait dû à son comportement impie envers les dieux de Babylonie et à la rupture d'un serment qu'il aurait pris par le nom des dieux. Il est également possible que Sennachérib ait choisi d'abandonner Dur-Sharrukin au profit de Ninive afin de se détacher des actes de son père et d'expier son péché,. Ses descendants Assarhaddon, Assurbanipal, Shamash-shum-ukin et Sin-shar-ishkun n'hésitent cependant pas à faire remonter leur lignée à Sargon.

### Sources primaires
- F. Thureau-Dangin, Une relation de la huitième campagne de Sargon (714 av. J.-C.), Paris, Paul Geuthner, 1912 (lire en ligne).
- (de) Andreas Fuchs, Die Inschriften Sargons II. aus Khorsabad, Gœttingue, Cuvillier verl., 1993, 475 p. (ISBN 978-3-930340-42-2).
- (en) S. Parpola, The correspondance of Sargon II part I : Letters from Assyria and the West, Helsinki, Helsinki University Press, coll. « States Archives of Assyria » (no 1), 1987.
- (en) G. B. Lanfranchi et S. Parpola, The Correspondance of Sargon II, Part II, Letters from the Northern and Northeastern Provinces, SAA 5, 1990.
- (en) A. Fuchs et S. Parpola, The Correspondance of Sargon II, Part III, Letters from Babylonia and the Eastern Provinces, SAA 15, Helsinki, 2001.
- (en) M. Dietricht, The Babylonian Correspondance of Sargon II and Sennacherib, SAA 17, Helsinki, 2003.
- (en) Grant Frame, The Royal Inscriptions of Sargon II, King of Assyria (721-705 BC), University Park, Eisenbrauns, coll. « The Royal Inscription of the Neo-Assyrian Period » (no 2), 2021.

### Assyrie
- (en) John Nicholas Postgate, The Land of Assur & The Yoke of Assur : Studies on Assyria 1971-2005, Oxford, Oxbow, 2007.
- (en) Karen Radner, Ancient Assyria : A Very Short Introduction, Oxford, Oxford University Press, 2015.
- (en) Mario Liverani, Assyria : The Imperial Mission, Winona Lake, Eisenbrauns, 2017.
- Francis Joannès, La Mésopotamie au Ier millénaire avant J.-C., Paris, Armand Colin, coll. « U », 2000.
- (it) Frederick Mario Fales, L'impero assiro, storia e amministrazione (IX-VII secolo A.C.), Rome, Laterza, 2001.
- Frederick Mario Fales, Guerre et paix en Assyrie : Religion et impérialisme, Paris, Le Cerf, 2010.
- (en) Eckart Frahm, « The Neo‐Assyrian Period (ca. 1000–609 BCE) », dans Eckart Frahm (dir.), A Companion to Assyria, Malden, Wiley-Blackwell, 2017, p. 161-208.
- Josette Elayi, L'Empire assyrien : Histoire d'une grande civilisation de l'Antiquité, Paris, Perrin, 2021, 352 p. (ISBN 978-2-262-07667-2).
- (en) Eckart Frahm, Assyria : The Rise and Fall of the World's First Empire, Londres, Bloomsbury Publishing, 2023.
- (en) Heather D. Baker, « The Assyrian Empire: A View from Within », dans Karen Radner, Nadine Moeller et Daniel T. Potts (dir.), The Oxford History of the Ancient Near East, Volume 4: The Age of Assyria, New York, Oxford University Press, 2023, p. 257-351.

### Introductions
- (en) Andrew Kirk Grayson, « Assyria: Tiglath-Pileser III to Sargon II (744-705 B.C.) », dans John Boardman et al. (dir.), The Cambridge Ancient History, volume III part 2: The Assyrian and Babylonian Empires and other States of the Near East, from the Eighth to the Sixth Centuries B.C., Cambridge, Cambridge University Press, 1991, p. 86-102.
- Pierre Villard, « Sargon II », dans Francis Joannès (dir.), Dictionnaire de la civilisation mésopotamienne, Paris, 2001, p. 756-758.
- (de) Andreas Fuchs, « Sargon II », dans Reallexikon der Assyriologie und Vorderasiatischen Archäologie, vol. XII/1-2, 2009, p. 51-61.

### Publications sur le règne de Sargon II
- (en) (fr) Pauline Albenda, The Palace of Sargon, King of Assyria: Monumental wall reliefs at Dur-Sharrukin, from original drawings made at the time of their discovery in 1843-1844 by Botta and Flandin, Paris, Éditions Recherche sur les civilisations, coll. « Synthèse C.N.R.S. no 22 », 1986.
- Annie Caubet (dir.), Khorsabad, le palais de Sargon II, roi d'Assyrie : actes du colloque organisé au musée du Louvre les 21 et 22 janvier 1994, Paris, La Documentation française, coll. « Louvre conférences et colloques », 1995, 295 p. (ISBN 2-11-003416-5).
- Khorsabad : Capitale de Sargon II, Dijon, coll. « Les dossiers d'archéologie hors-série n°4 », janvier 1994.
- (en) Josette Elayi, Sargon II, King of Assyria, Atlanta, SBL Press, 2017.
- (en) Sarah C. Melville, The Campaigns of Sargon II, King of Assyria 721–705 B.C., University of Oklahoma Press, 2016.

### Autres publications
- Sylvie Lackenbacher, Le palais sans rival : Le récit de construction en Assyrie, Paris, La Découverte, 1990.
- (de) Karen Radner, « Provinz. C. Assyrien », dans Reallexikon der Assyriologie und Voderasiatische Archaölogie, vol. XI/1-2, 2006, p. 45-53.